# 29. November
Der 29. November ist der 333. Tag des gregorianischen Kalenders (der 334. in Schaltjahren), somit bleiben 32 Tage bis zum Jahresende.

## Ereignisse

### Politik und Weltgeschehen
- 0939: Edmund I. wird einen Monat nach dem Tod seines Halbbruders Æthelstan zum König von England gekrönt.

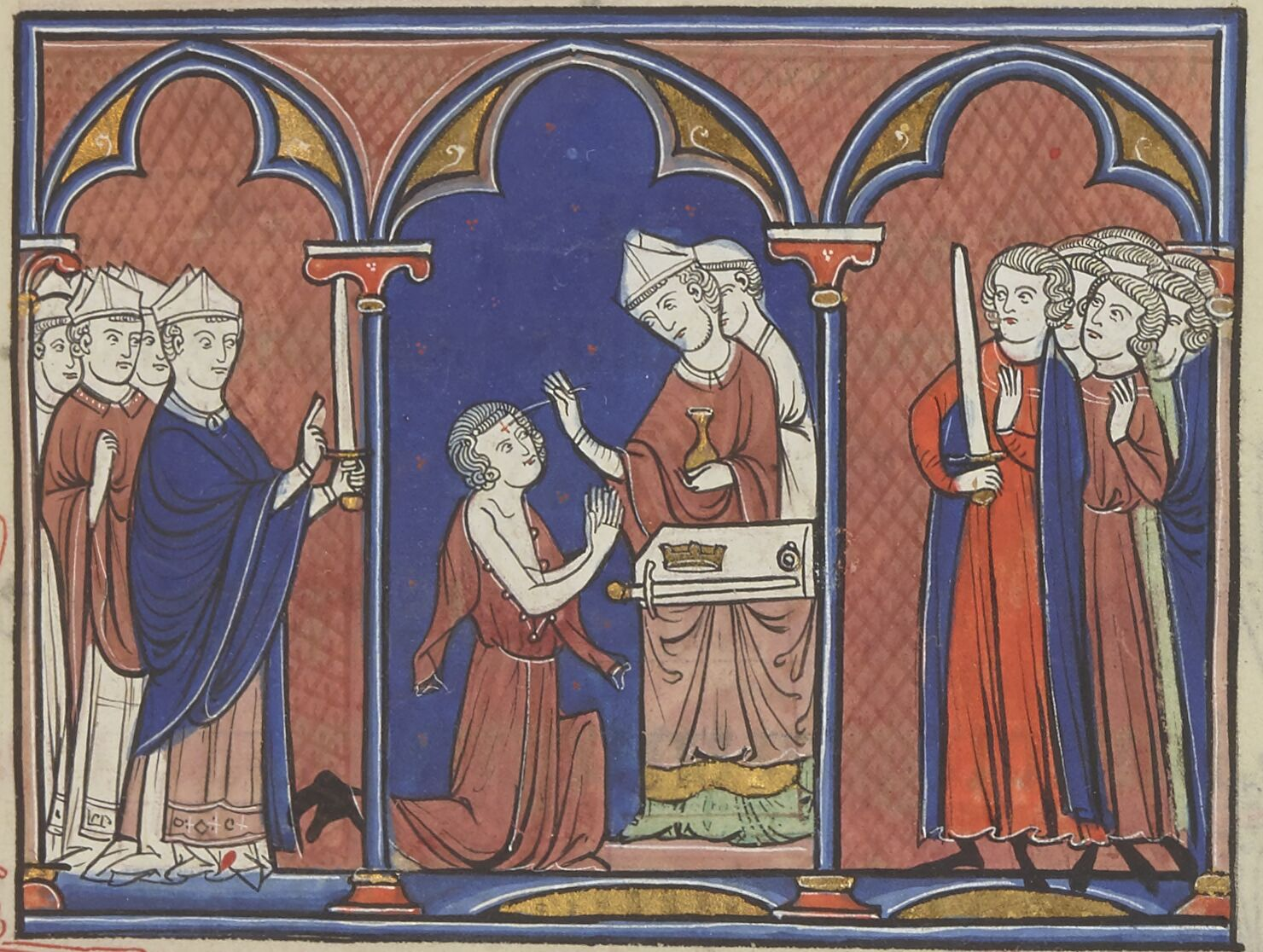
1226: Salbung Ludwigs IX.

- 1226: In der Kathedrale von Reims wird der französische König Ludwig IX. gesalbt und gekrönt.
- 1516: Ein Jahr nach der Schlacht bei Marignano schließen Frankreichs König Franz I. und die Eidgenossen einen Friedensvertrag, die „ewige Richtung“.
- 1612: Eine kleine portugiesische Flotte greift im Indischen Ozean vier Galeonen der Britischen Ostindien-Kompanie unter Kapitän Thomas Best an. Das zweitägige Seegefecht vor Suvali beginnt.
- 1787: Der französische König Ludwig XVI. erlässt ein Toleranzedikt zugunsten der Hugenotten.
- 1802: Nach der Annexion des Hochstifts Bamberg durch bayerische Truppen legt Fürstbischof Christoph Franz von Buseck seine Herrschaft nieder und entbindet Beamte und Untertanen von ihren Eiden.

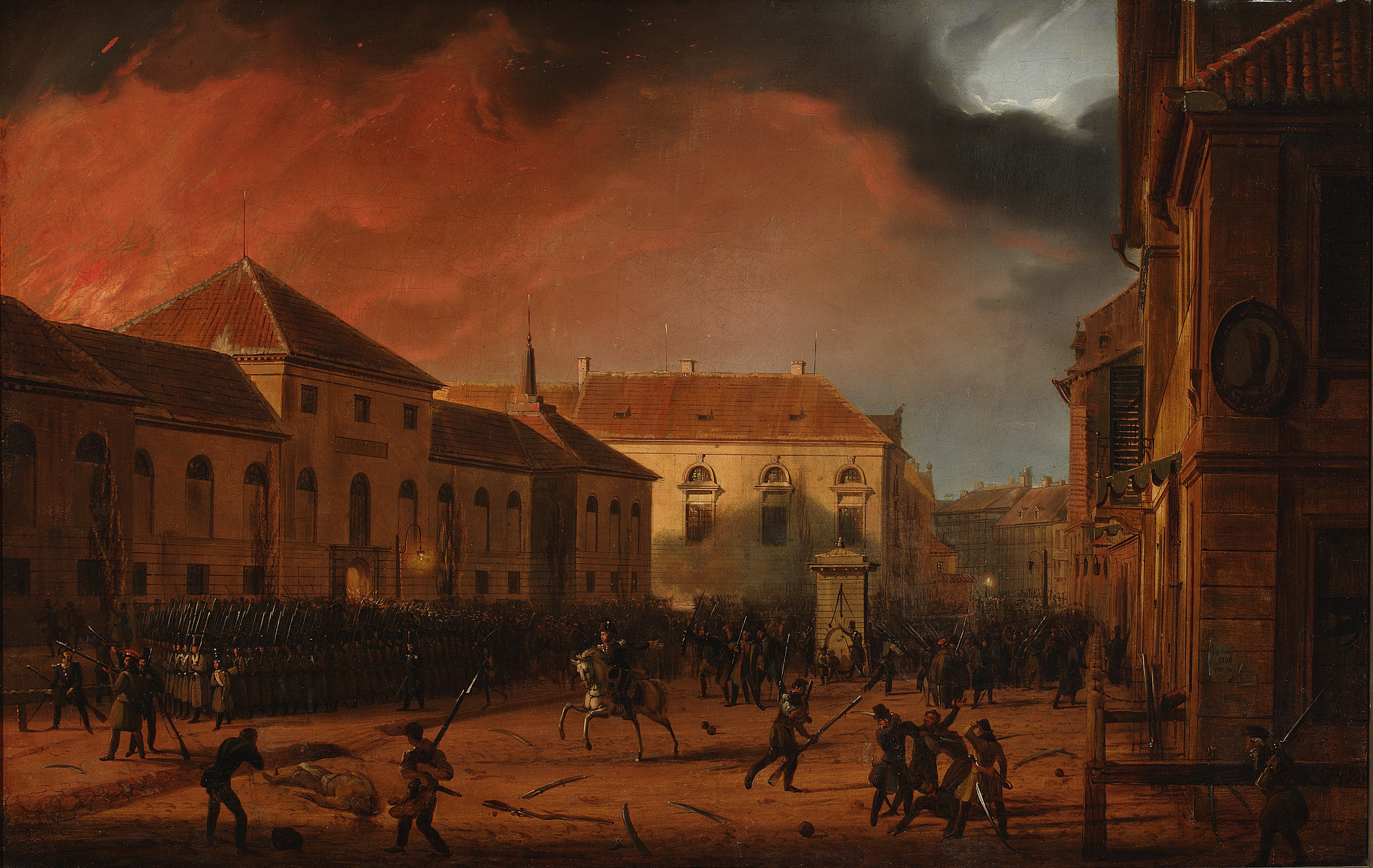
1830: Aufstand in Warschau

- 1830: In Warschau beginnt, orientiert am Beispiel der französischen Julirevolution, der polnische Novemberaufstand gegen die russische Herrschaft. Die russischen Truppen und Großfürst Konstantin ziehen sich überrascht zurück.
- 1847: Beim Whitman-Massaker werden der Arzt und Missionar Marcus Whitman und seine Frau Narcissa gemeinsam mit 15 weiteren weißen Siedlern durch Indianer der Stämme Cayuse und Umatilla in der Nähe des heutigen Walla Walla im Oregon-Gebiet ermordet.
- 1847: In der Schweiz geht mit der Kapitulation des Kanton Wallis der Sonderbundskrieg zu Ende.
- 1850: Preußen schließt mit dem Kaisertum Österreich und Russland die Olmützer Punktation. Darin muss es seine Unionspolitik aufgeben sowie auf den Führungsanspruch in Deutschland und auf die Kleindeutsche Lösung verzichten.
- 1854: Unter der Führung Peter Lalors setzen sich protestierende australische Bergleute des Lagers Eureka Stockade für die Freilassung von Gefangenen und demokratische Reformen ein.

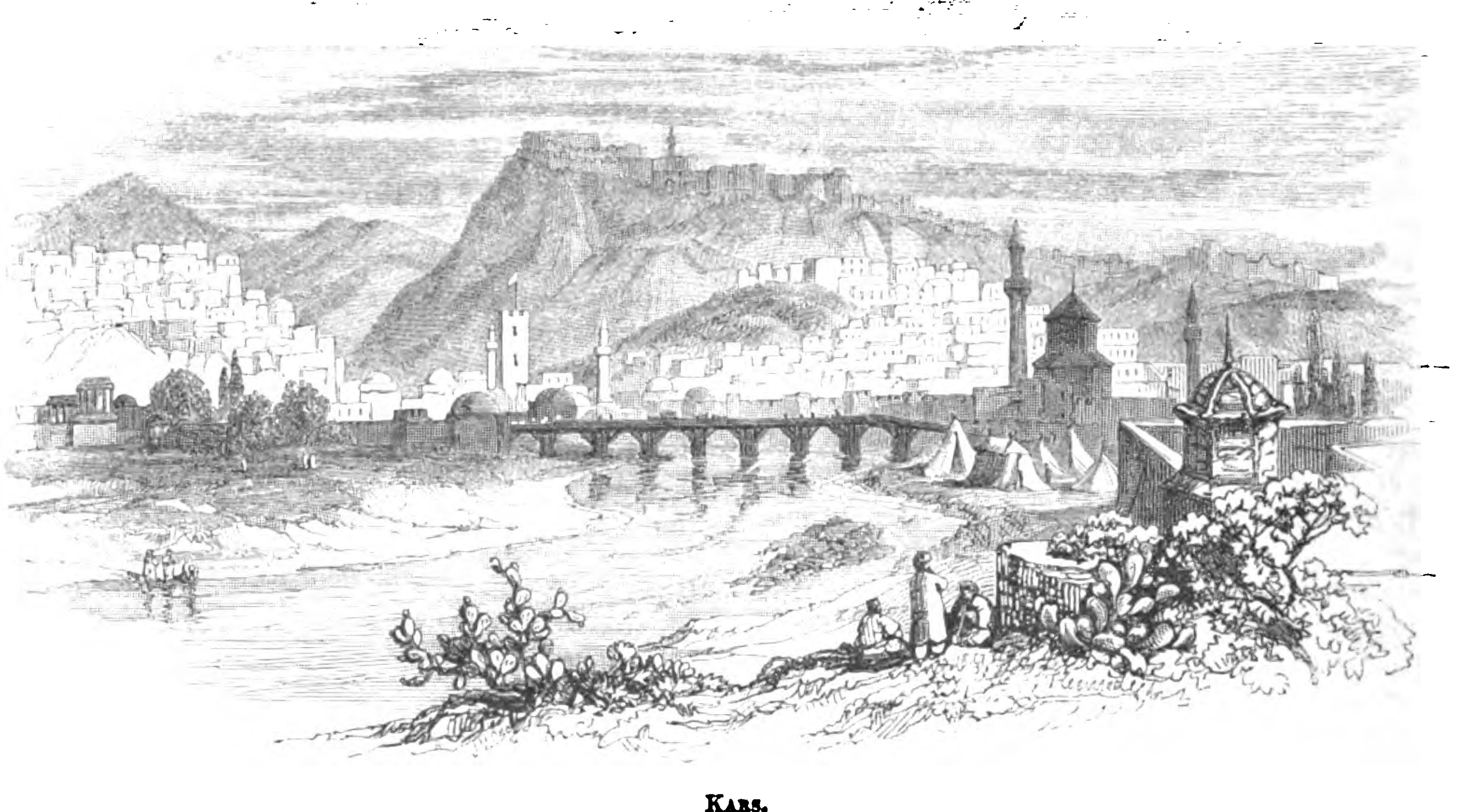
1855: Kars

- 1855: Im Krimkrieg endet die Belagerung von Kars mit der Einnahme der osmanischen Festung durch russische Truppen unter General Murawjow.
- 1864: Die Ermordung von 133 Cheyenne und Arapaho, die sich unter dem Schutz der US-Regierung wähnen, durch Truppen der Colorado-Milizen unter John M. Chivington geht als Sand-Creek-Massaker in die Geschichte der USA ein.
- 1868: Das verabschiedete Nationalitätengesetz in Ungarn führt zu Konflikten mit der kroatischen Minderheit, weil es darin heißt, dass alle Bewohner Ungarns eine einheitliche und unteilbare Nation bilden. Die Kroaten sehen den Ungarisch-Kroatischen Ausgleich tangiert.
- 1890: In Japan tritt die Meiji-Verfassung in Kraft. Das Parlament kommt zu seiner ersten Sitzung zusammen.
- 1904: Der deutsche Staatssekretär des Innern, Arthur Graf Posadowsky-Wehner, kehrt nach erfolglosen Gesprächen über einen Handelsvertrag aus Wien zurück.
- 1915: Nach dem Rücktritt der Regierung José de Castro wird Afonso Augusto da Costa zum zweiten Mal Ministerpräsident in Portugal.
- 1916: Auf dem rumänischen Kriegsschauplatz beginnen die Mittelmächte den Angriff auf die Hauptstadt Bukarest.
- 1943: In Jajce endet die zweite Tagung des Antifaschistischen Rats der Nationalen Befreiung Jugoslawiens (AVNOJ), auf welcher die AVNOJ-Beschlüsse, die Grundprinzipien des unabhängigen, föderalistischen Staates Jugoslawien, verabschiedet wurden.
- 1944: Mit dem Abzug der Wehrmacht aus der Stadt Shkodra ist ganz Albanien von den deutschen Besatzern befreit. Der 29. November ist seitdem albanischer Nationalfeiertag.
- 1945: Jugoslawien wird eine „Föderative Volksrepublik“.

1947: UN-Teilungsplan

- 1947: Die UN-Vollversammlung beschließt den UN-Teilungsplan für Palästina, der den arabisch-jüdischen Konflikt auf dem Gebiet des Britischen Mandats Palästina lösen soll.
- 1962: Die Kroatische Kreuzer-Bruderschaft verübt einen Sprengstoffanschlag auf die jugoslawische Vertretung in Bad Godesberg.
- 1974: Ulrike Meinhof, ein Mitglied der Rote Armee Fraktion, wird wegen Mordversuchs zu acht Jahren Freiheitsstrafe verurteilt.
- 1975: Nur einen Tag nach der Unabhängigkeitserklärung Osttimors von Portugal marschiert Indonesien in der osttimoresischen Exklave Oe-Cusse Ambeno ein.
- 1978: In Bonn wird ein Protokoll über den Verlauf der innerdeutschen Grenze unterzeichnet, das die strittigen Abschnitte an der Elbe und der Bode ausklammert. Die gemeinsame Grenzkommission beider deutscher Staaten beendet mit diesem Ergebnis ihre Tätigkeit.
- 1984: Chile und Argentinien unterzeichnen in der Vatikanstadt einen Freundschafts- und Friedensvertrag zur Einigung im Beagle-Konflikt.
- 1986: Im Verlauf des Bürgerkrieges in Suriname kommt es im Dorf Moiwana zu einem Massaker an der Zivilbevölkerung.
- 1990: Mit der Resolution 678 droht der UN-Sicherheitsrat dem Irak militärische Vergeltungsmaßnahmen an, falls Kuwait bis zum 15. Januar 1991 nicht wieder freigegeben wird.
- 2009: Ruanda tritt dem Commonwealth of Nations bei und ist damit nach Mosambik der zweite Mitgliedstaat ohne vorhergehende koloniale Beziehungen zum Vereinigten Königreich.

### Wirtschaft
- 1814: The Times wird in London als erste Tageszeitung der Welt mit der von Friedrich Koenig erfundenen Schnellpresse hergestellt. Dies markiert einen Meilenstein in der Geschichte der Drucktechnik, der die Produktion von 1100 Exemplaren pro Stunde erlaubt und damit die Ära der Massenblätter einläutet.
- 1906: Vincenzo Lancia und sein Freund Claudio Fogolin gründen in Turin den Kraftfahrzeughersteller Lancia.
- 1946: In Mainz wird mit französischer Lizenz die Allgemeine Zeitung gegründet. Aus ihrer Redaktion wechselt ein Teil der Crew im Jahr 1949 zur Gründung der Frankfurter Allgemeinen Zeitung.
- 2013: Die Spielkonsole PlayStation 4 kommt in Europa auf den Markt.

### Wissenschaft und Technik

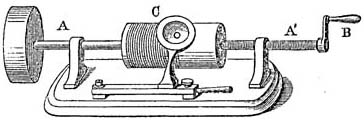
1877: Edisons Phonograph

- 1877: Thomas Alva Edison führt seinen Phonographen vor.
- 1896: Der italienische Arzt Scipione Riva-Rocci konzipiert ein Sphygmomanometer, ein Gerät zur Blutdruckmessung.
- 1909: Die Gebirgsbahn zwischen Oslo (Christiania) und Bergen („Bergensbanen“) wird dem Verkehr übergeben.
- 1912: Zwischen dem Bahnhof Zürich Stadelhofen und dem 15 km südöstlich gelegenen Esslingen ZH geht die Forchbahn auf Schmalspur in Betrieb.
- 1929: Auf seiner ersten Antarktisexpedition gelingt dem US-amerikanischen Admiral Richard E. Byrd der erste Überflug des Südpols.
- 1951: In den USA wird auf dem Gelände der Nevada Test Site erstmals ein unterirdischer Kernwaffentest durchgeführt.

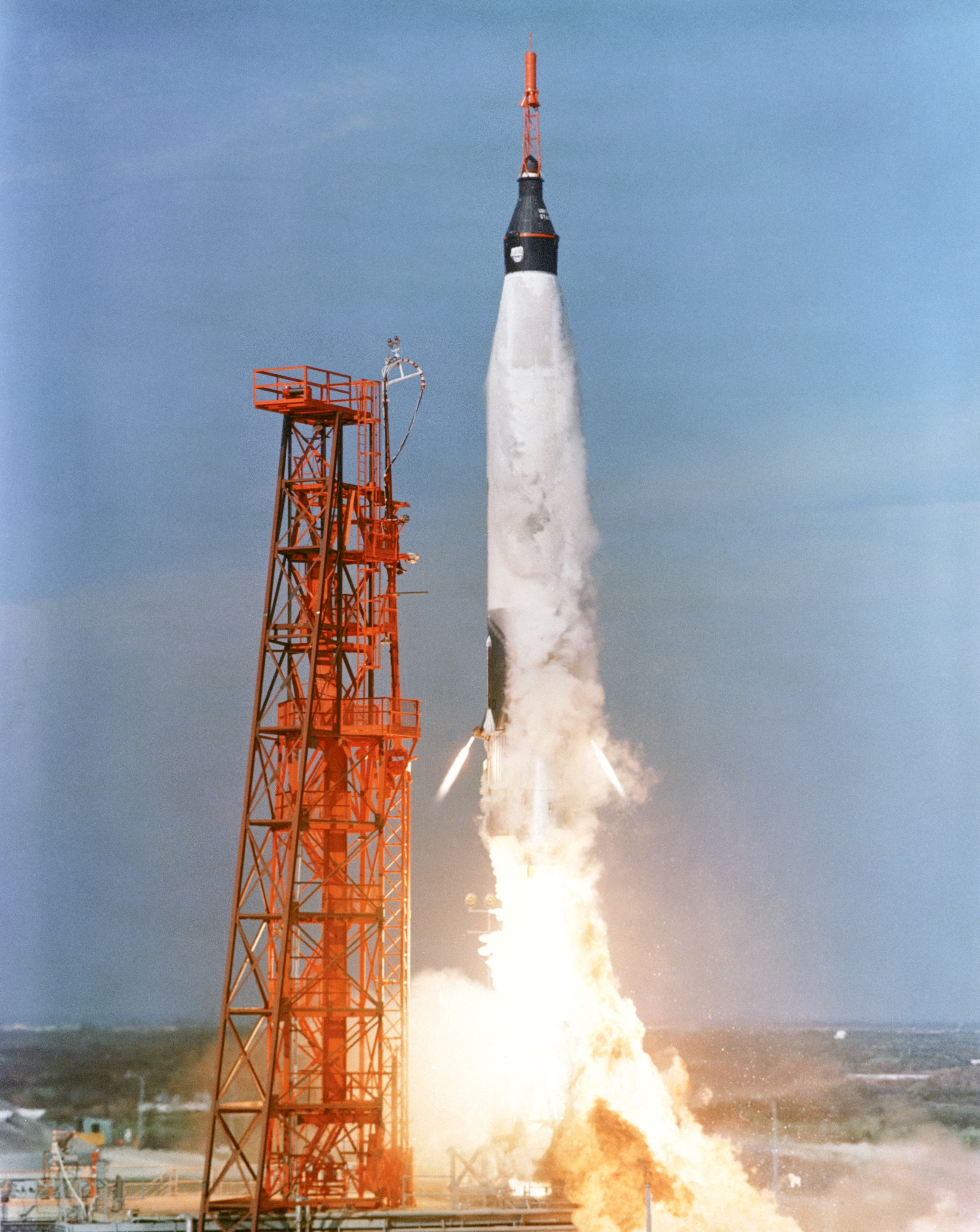
1961: Start von Mercury-Atlas 5

- 1961: Im Rahmen der Mission Mercury-Atlas 5 wird mit dem Schimpansen Enos an Bord ein Orbitalflug der NASA mit einer Atlas-Rakete gestartet. Nach zweimaliger Umkreisung der Erde wassert die Mercury-Kapsel mitsamt Tier erfolgreich.
- 1995: Das US-amerikanische Mehrzweckkampfflugzeug F/A-18E/F Super Hornet, der US Navy, absolviert seinen Erstflug.
- 1996: Auf einer Konferenz in Japan wird durch die Firma Nichia die weltweit erste Leuchtdiode (LED), die weißes Licht mit hoher Lichtausbeute produziert, präsentiert. Grundlage der Entwicklung sind die Arbeiten Shuji Nakamuras zur ersten blauen LED, wenige Jahre zuvor.

### Kultur
- 1705: Die Uraufführung des musikalischen Trauerspiels Lucretia von Reinhard Keiser findet am Theater am Gänsemarkt in Hamburg statt.
- 1840: Die Uraufführung der Oper Saffo von Giovanni Pacini findet am Teatro San Carlo in Neapel statt.

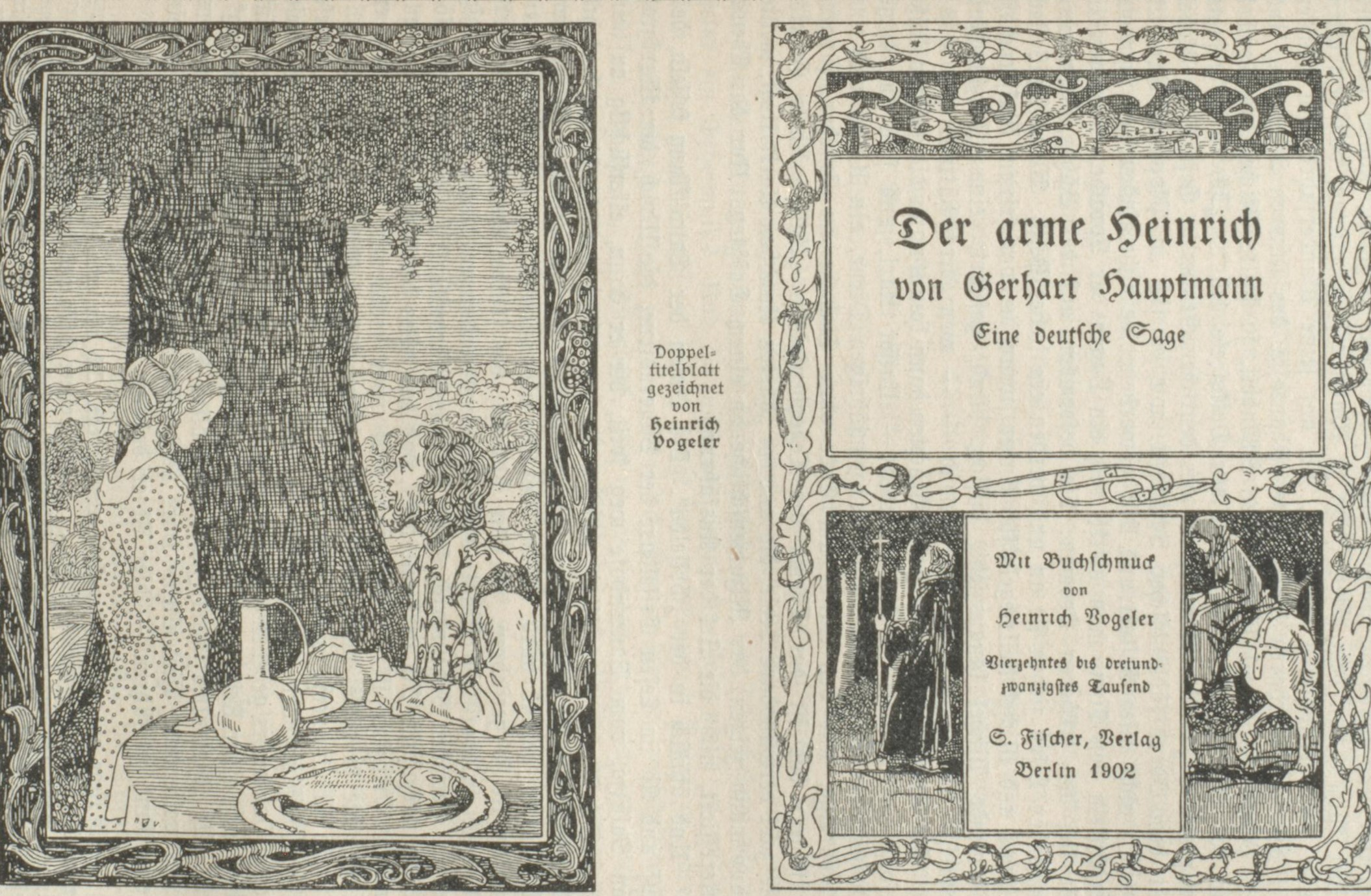
1902: Der arme Heinrich

- 1902: Das Drama Der Arme Heinrich von Gerhart Hauptmann wird im Hofburgtheater Wien uraufgeführt.
- 1930: Die Uraufführung der romantischen Oper Morana von Jakov Gotovac findet in Brünn statt.

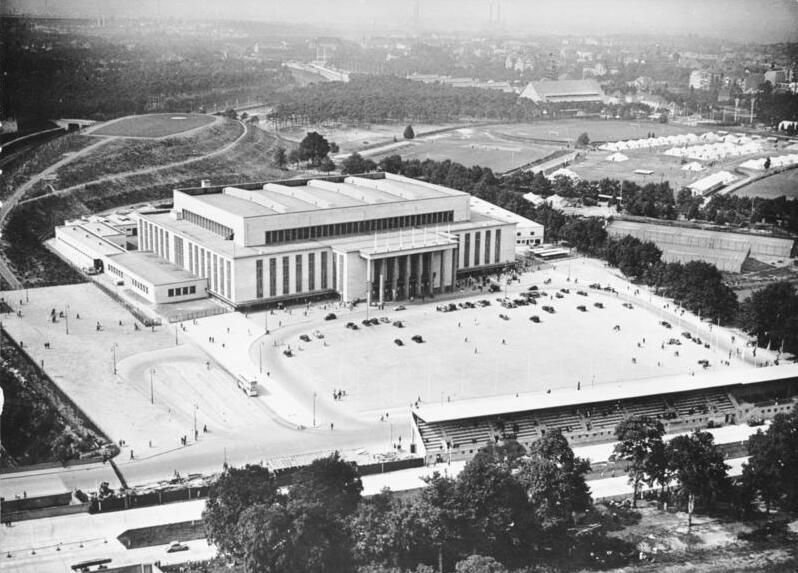
1935: Die erste Deutschlandhalle

- 1935: Die anlässlich der Olympischen Sommerspiele 1936 als zu diesem Zeitpunkt größte Mehrzweckhalle der Welt errichtete Deutschlandhalle in Berlin wird in Anwesenheit von Adolf Hitler eingeweiht. Sie bietet Platz für bis zu 10.000 Personen.
- 1969: Die Rolling Stones veröffentlichen das Studioalbum Let It Bleed. Es ist das letzte Album, an dem Brian Jones mitwirkt.
- 1970: Die erste Folge der Krimireihe Tatort, Taxi nach Leipzig mit Walter Richter als Kommissar Trimmel, wird vom NDR ausgestrahlt.
- 1990: Arielle, die Meerjungfrau von der Walt Disney Company wird im deutschsprachigen Raum erstmals aufgeführt.

## Gesellschaft
- 1971: Der Aldi-Mitinhaber und Multimillionär Theo Paul Albrecht wird entführt.

### Religion

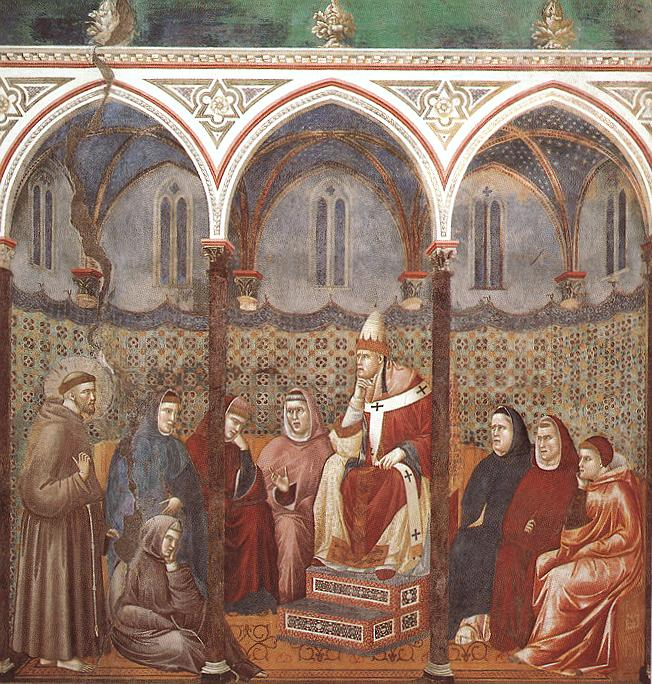
1223: Franz von Assisi vor Honorius III.

- 1223: Die Franziskaner werden durch Papst Honorius III. in der Bulle Solet annuere nach der zweiten Fassung der Ordensregeln durch Franz von Assisi akzeptiert.
- 1268: Mit dem Tod von Papst Clemens IV. beginnt die längste Sedisvakanz in der Geschichte der Päpste. Das Amt des Bischofs von Rom bleibt bis zum 1. September 1271 verwaist.
- 1500: Aus der Mainzer Kirche St. Stephan wird das Annahaupt gestohlen. Die Reliquie der Heiligen Anna gelangt in der Folge in die Kirche St. Anna nach Düren.
- 1523: Clemens VII. wird nach seiner Wahl am 19. November als Nachfolger von Hadrian VI. inthronisiert.

Jahr der Stille 2010 – das Logo

- 2009: Das Kirchen-Jahr der Stille 2010 beginnt.

### Katastrophen
- 0528: Ein Erdbeben bei Antiochia am Orontes und Seleukia Pieria verursacht 4.870 Tote.
- 0533: Ein Erdbeben in Syrien nahe Aleppo führt zum Tod Zehntausender von Menschen. Es sollen in der Region 130.000 umgekommen sein.
- 1967: Der Sempor-Staudamm bei Kebumen in der gleichnamigen Provinz auf Java, Indonesien, bricht in seiner Bauzeit. Durch die Flutwelle kommen 160 bis 200 Menschen um.
- 1987: In einer Boeing 707 der Korean Air (Korean-Air-Flug 858) explodiert über Burma eine von angeblich nordkoreanischen Agenten an Bord gebrachte Bombe und führt zum Tod von 115 Menschen. Bei der Untersuchung des Vorfalles werden aber viele Aspekte rätselhaft bleiben.

Kleinere Unglücksfälle sind in den Unterartikeln von Katastrophe und in der Liste von Katastrophen aufgeführt.

### Sport
- 1899: Der FC Barcelona wird vom Schweizer Joan Gamper gegründet.
- 1927: Der Exilrusse Alexander Aljechin wird vierter Weltmeister im Schach. Mit sechs zu drei Siegen (bei 25 Remis) schlägt er den Kubaner José Raúl Capablanca.
- 2020: Beim Großen Preis von Bahrain kommt es zum schwersten Unfall seit mehreren Jahren in der Formel 1; Romain Grosjean erleidet dabei Verbrennungen an den Händen.

Einträge von Leichtathletik-Weltrekorden befinden sich unter der jeweiligen Disziplin unter Leichtathletik.

## Geboren

### Vor dem 17. Jahrhundert
- 0826: Wilhelm von Septimanien, Graf von Barcelona und Empúries
- 0968: Kazan, Tennō von Japan
- 1293: Mathilde von Hennegau, Fürstin von Achaia
- 1329: Johann das Kind, Herzog von Niederbayern
- 1338: Lionel of Antwerp, 1. Duke of Clarence, Sohn von Edward III.

- 1427: Zhengtong, Kaiser von China

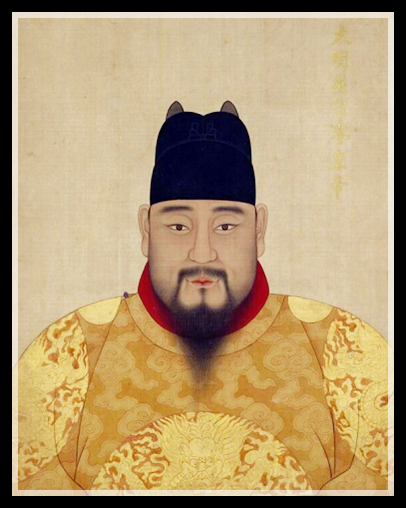
Zhengtong
(* 1427)

- 1451: Elisabeth von Brandenburg-Ansbach, Herzogin von Württemberg
- 1466: Agostino Chigi, italienischer Unternehmer und päpstlicher Bankier und Mäzen
- 1484: Joachim Vadian, Schweizer Humanist
- 1491: Andreas I. Imhoff, Nürnberger Patrizier, Kaufmann, Bankier und Politiker
- 1514: Andreas Musculus, deutscher evangelischer Theologe und Reformator
- 1531: Johannes Letzner, niedersächsischer Chronist
- 1579: Elisabeth von Hessen-Darmstadt, Gräfin von Nassau-Weilburg
- 1582: Heinrich Höpfner, deutscher evangelisch-lutherischer Theologe und Hochschullehrer

### 17. und 18. Jahrhundert

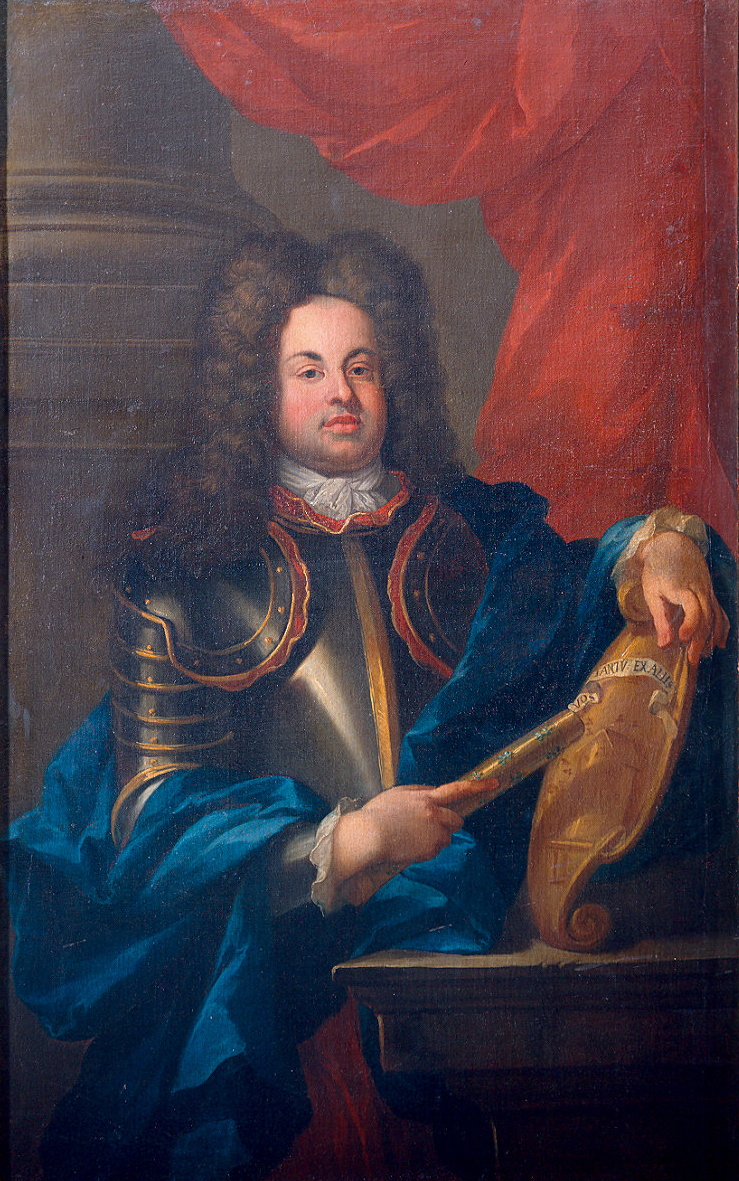
Antonio Farnese (* 1679)
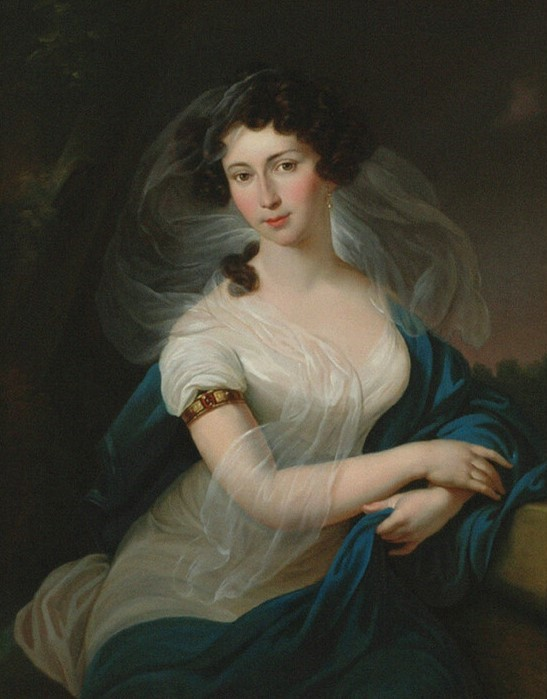
Fanny von Arnstein (* 1758)
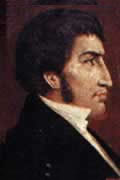
Tomás de Anchorena (* 1783)
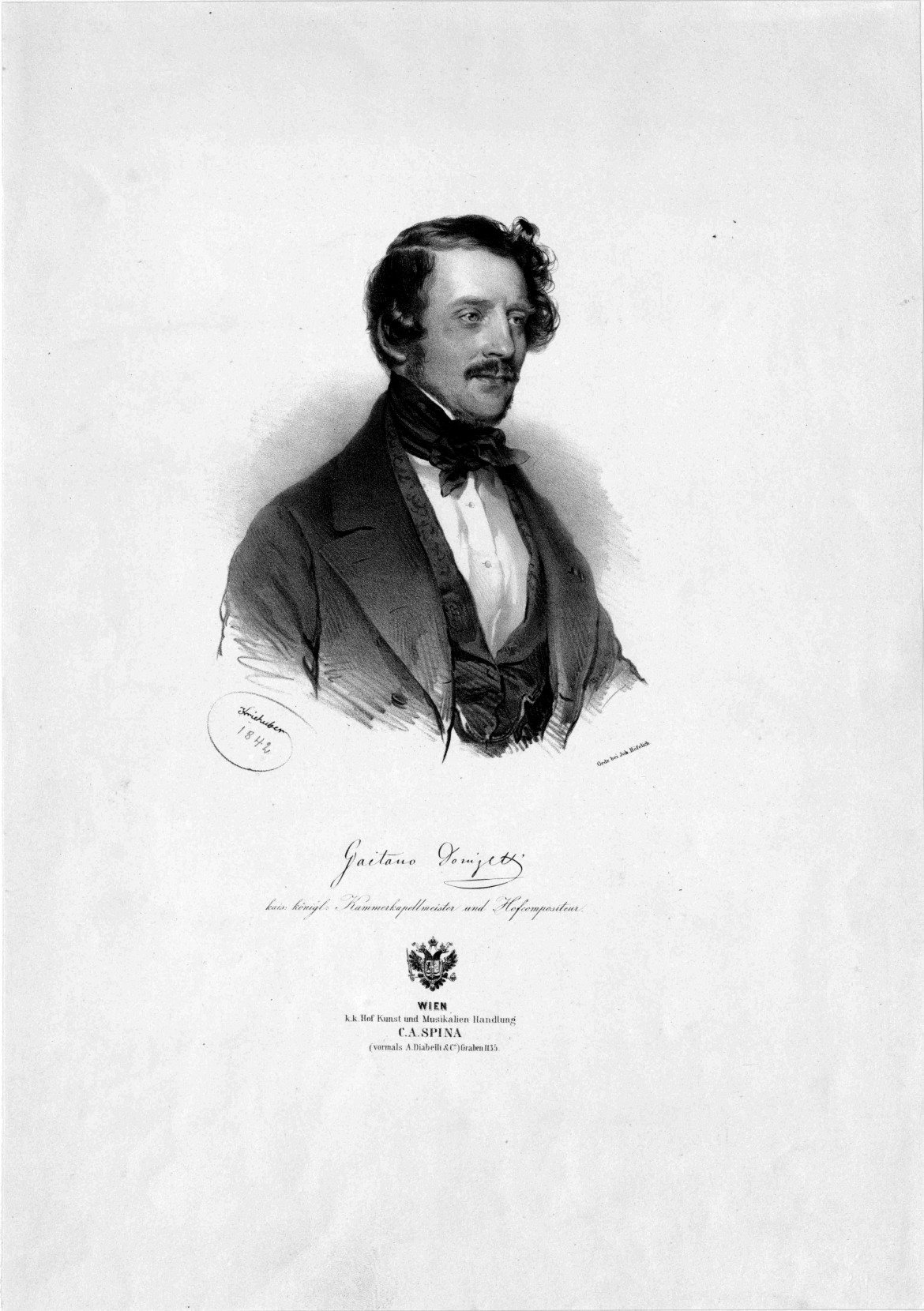
Gaetano Donizetti (* 1797)

- 1608: Christoph Matthäus, deutscher Rhetoriker, Historiker und Mediziner in den Niederlanden
- 1627: John Ray, britischer Theologe, Altphilologe und Naturforscher („Vater der englischen Botanik“)
- 1662: Heinrich X., Graf Reuß jüngere Linie, Stifter der Linie Reuß-Ebersdorf
- 1675: Bartolomeo Carlo Rastrelli, italienisch-russischer Bildhauer, Kunstgießer und Architekt
- 1677: Guillaume Coustou der Ältere, französischer Bildhauer
- 1679: Antonio Farnese, Herzog von Parma und Piacenza
- 1690: Christian August von Anhalt-Zerbst, preußischer Generalfeldmarschall, Vater der russischen Zarin Katharina II.
- 1694: Leopold, Fürst von Anhalt-Köthen, Förderer von Johann Sebastian Bach
- 1705: Michael Christian Festing, englischer Violinist und Komponist
- 1725: Nicolas Guibal, französischer Maler
- 1729: Charles Thomson, US-amerikanischer Schriftsteller
- 1739: Georg Ernst Hebenstreit, deutscher lutherischer Theologe
- 1741: Friedrich, Fürst von Anhalt-Bernburg-Schaumburg-Hoym
- 1743: Traugott Andreas Biedermann, deutscher Politiker und Rechtswissenschaftler
- 1745: Konrad Gottlob Anton, deutscher Sprachwissenschaftler und Orientalist
- 1757: Karl Ehrenfried Günther, deutscher Pädagoge und Rektor
- 1758: Fanny von Arnstein, österreichische Salonière
- 1759: Jeremiah Smith, US-amerikanischer Politiker, Mitglied des Repräsentantenhauses, Gouverneur von New Hampshire
- 1762: Pierre André Latreille, französischer Entomologe
- 1763: Andreas Florian Meilinger, deutscher Philosoph und Benediktinermönch
- 1767: Daniel Runge, Hamburger Kaufmann, Reeder, Lyriker und Redakteur
- 1773: Johann Friedrich Basilius Wehber-Schuldt, deutscher Gutsbesitzer und Freimaurer
- 1774: Carl Johan Fahlcrantz, schwedischer Maler
- 1774: Johann Gottfried Gruber, deutscher Literaturhistoriker
- 1783: Tomás de Anchorena, argentinischer Jurist und Staatsmann, Minister
- 1784: Christian Lente Freyherr von Adeler, dänischer Jurist und Amtmann
- 1785: Franz-Ludwig Mersy, deutscher Theologe
- 1787: Ramón Freire y Serrano, chilenischer Offizier und Politiker, Staatspräsident
- 1797: Gaetano Donizetti, italienischer Komponist
- 1798: Hamilton Rowan Gamble, US-amerikanischer Jurist und Politiker, Gouverneur von Missouri

### 19. Jahrhundert

#### 1801–1850
- 1802: Wilhelm Hauff, deutscher Schriftsteller und Märchenverfasser
- 1802: Franz Stelzhamer, österreichischer Dichter und Schriftsteller
- 1803: Christian Doppler, österreichischer Mathematiker und Physiker

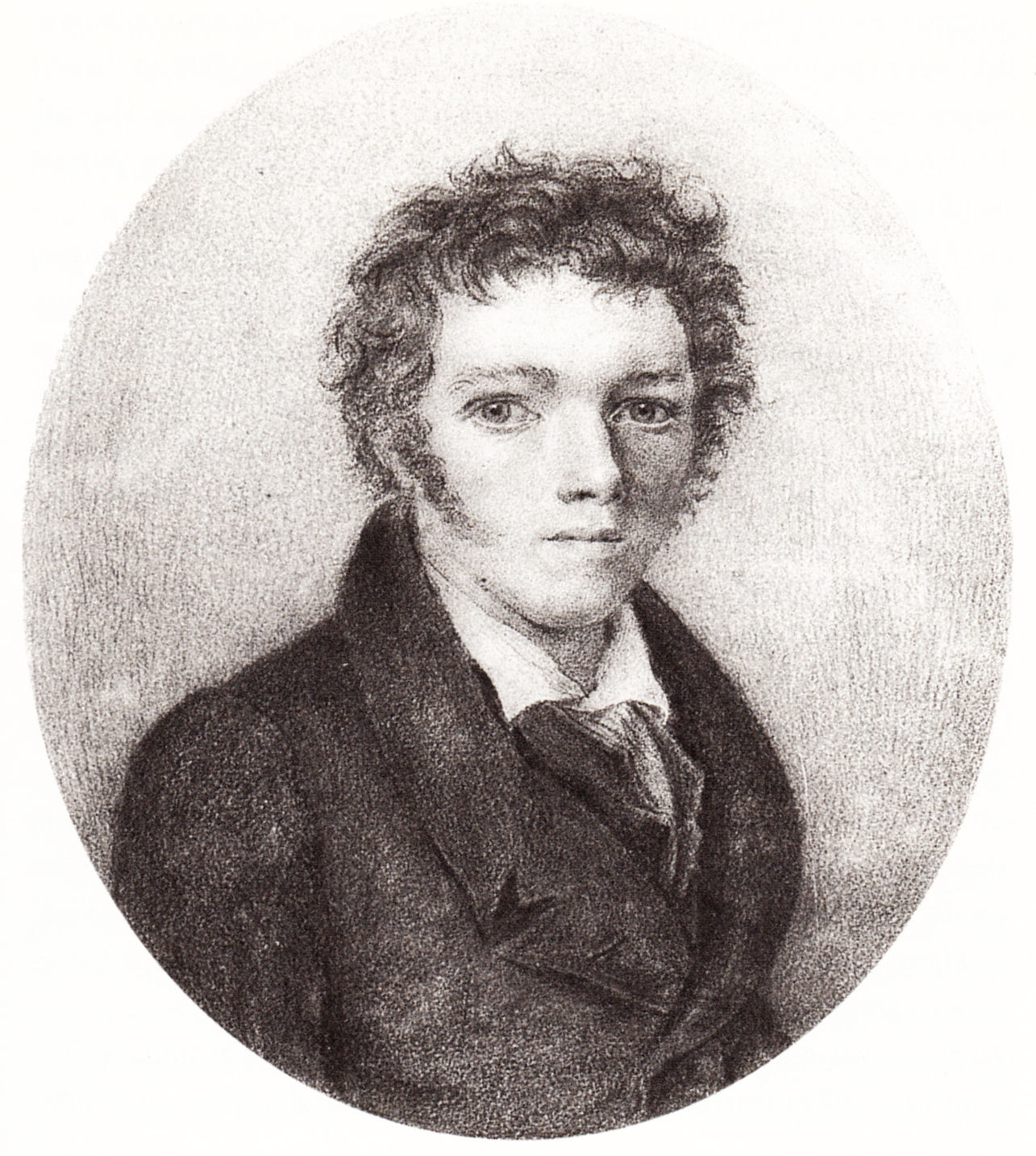
Wilhelm Hauff (* 1802)
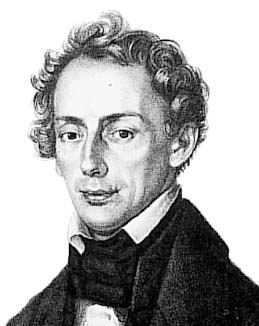
Christian Doppler (* 1803)
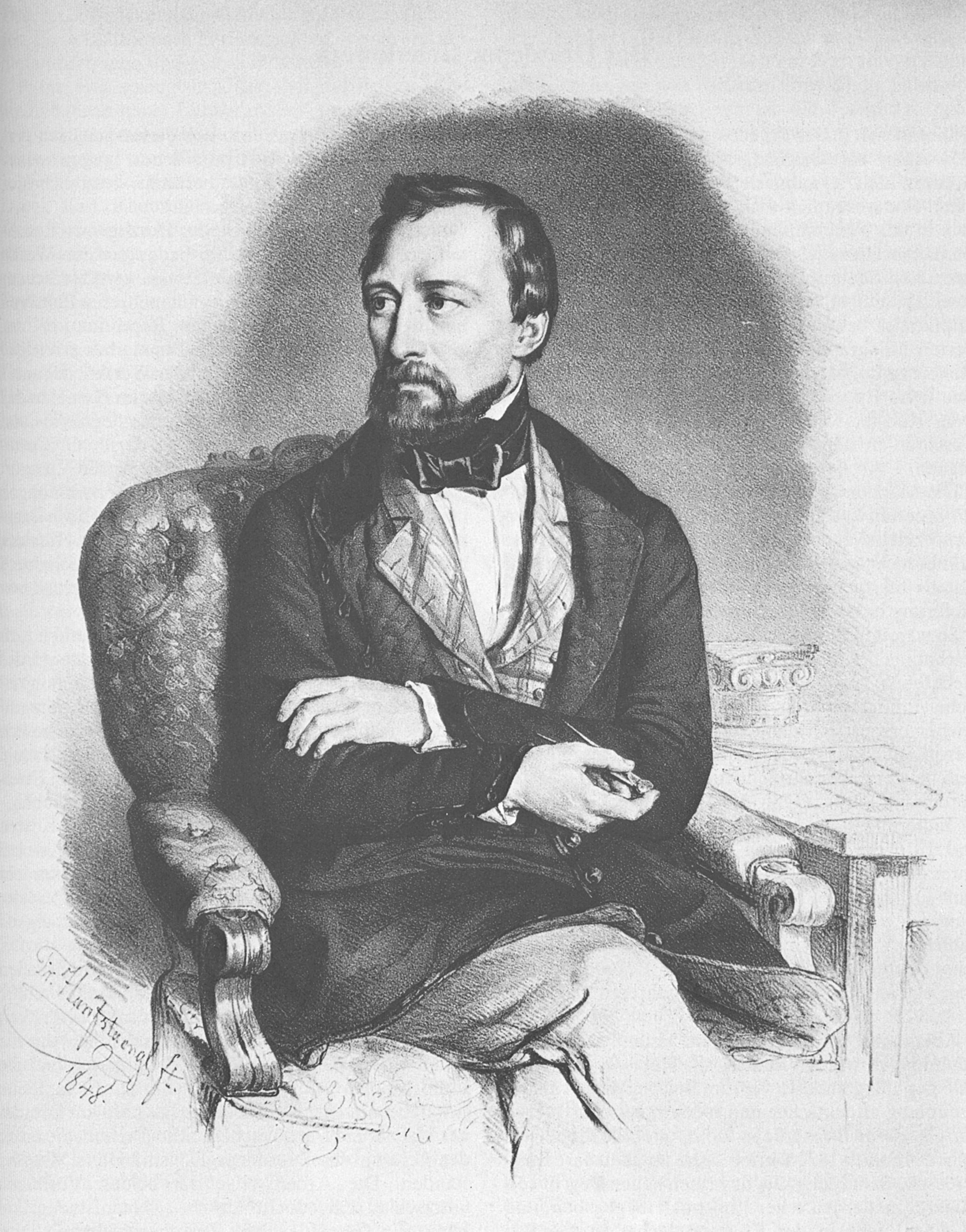
Gottfried Semper (* 1803)

- 1803: Gottfried Semper, deutscher Baumeister
- 1807: Josiah M. Anderson, US-amerikanischer Politiker, Mitglied des Repräsentantenhauses
- 1807: Julius Krais, deutscher Pfarrer und Dichter
- 1809: Gabriel Ferry, französischer Schriftsteller
- 1815: Stephen A. Hurlbut, US-amerikanischer Politiker, Diplomat und Offizier, Befehlshaber im Sezessionskrieg, Mitglied des Repräsentantenhauses
- 1820: Ferdinand von Herff, deutsch-US-amerikanischer Arzt und Chirurg
- 1820: Ferenc Szoldatits, ungarischer Maler
- 1823: Juri Nikolajewitsch Golizyn, russischer Komponist
- 1823: La Fayette Grover, US-amerikanischer Rechtsanwalt und Politiker, Mitglied des Repräsentantenhauses, Gouverneur von Oregon, Senator
- 1823: Karl Krause, deutscher Unternehmer
- 1825: Victor Verrimst, französischer Kontrabassist, Organist und Komponist
- 1832: Louisa May Alcott, US-amerikanische Schriftstellerin
- 1835: Cixi, chinesische Kaiserwitwe
- 1839: Ludwig Anzengruber, österreichischer Schriftsteller
- 1840: Rhoda Broughton, walisische Unterhaltungsschriftstellerin
- 1842: William E. Cameron, US-amerikanischer Politiker, Gouverneur von Virginia
- 1844: Timm Kröger, deutscher Landwirt, Rechtsanwalt und Schriftsteller
- 1848: Paul Pau, französischer General
- 1849: Edward Aveling, englischer Zoologe

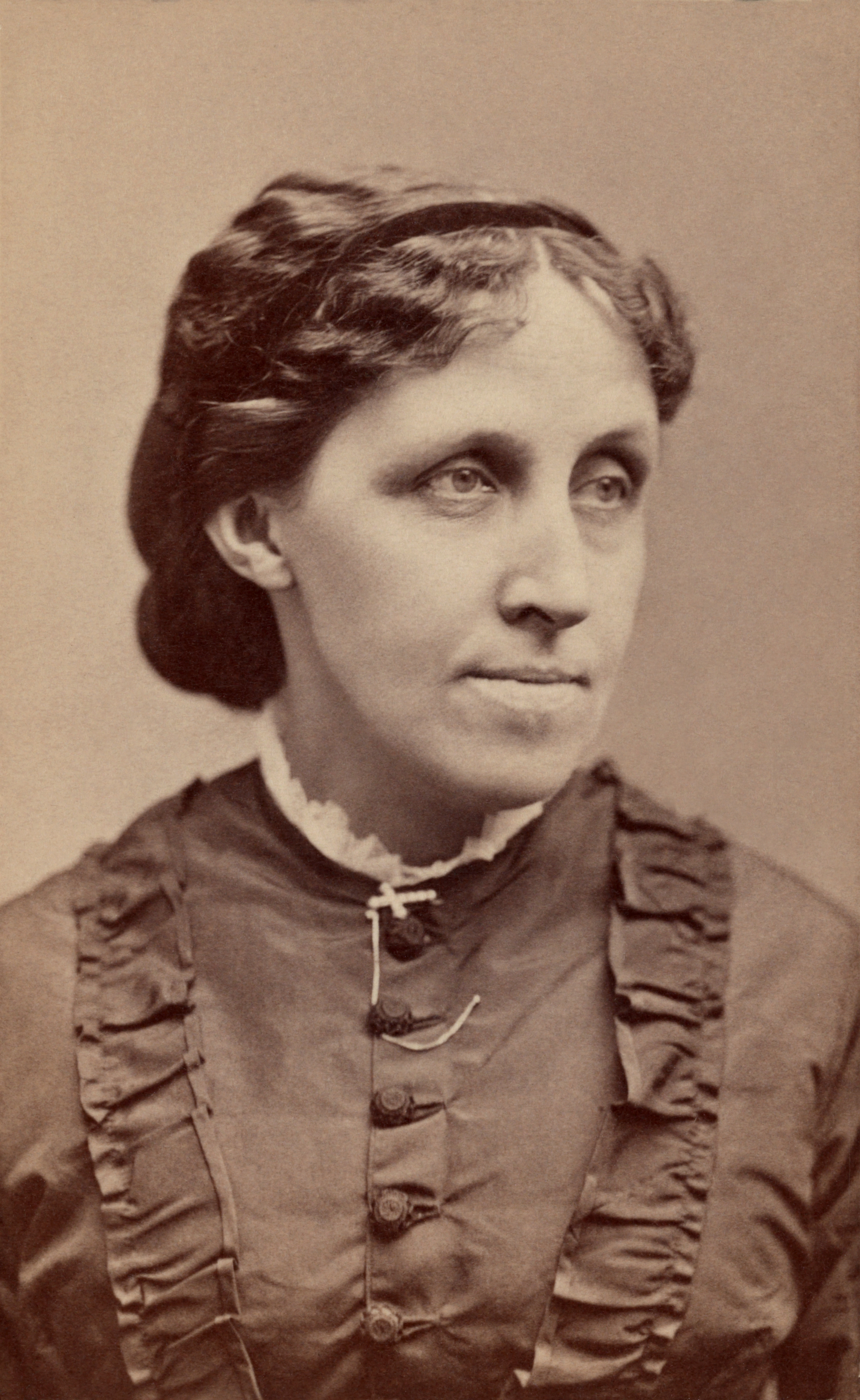
Louisa May Alcott (* 1832)
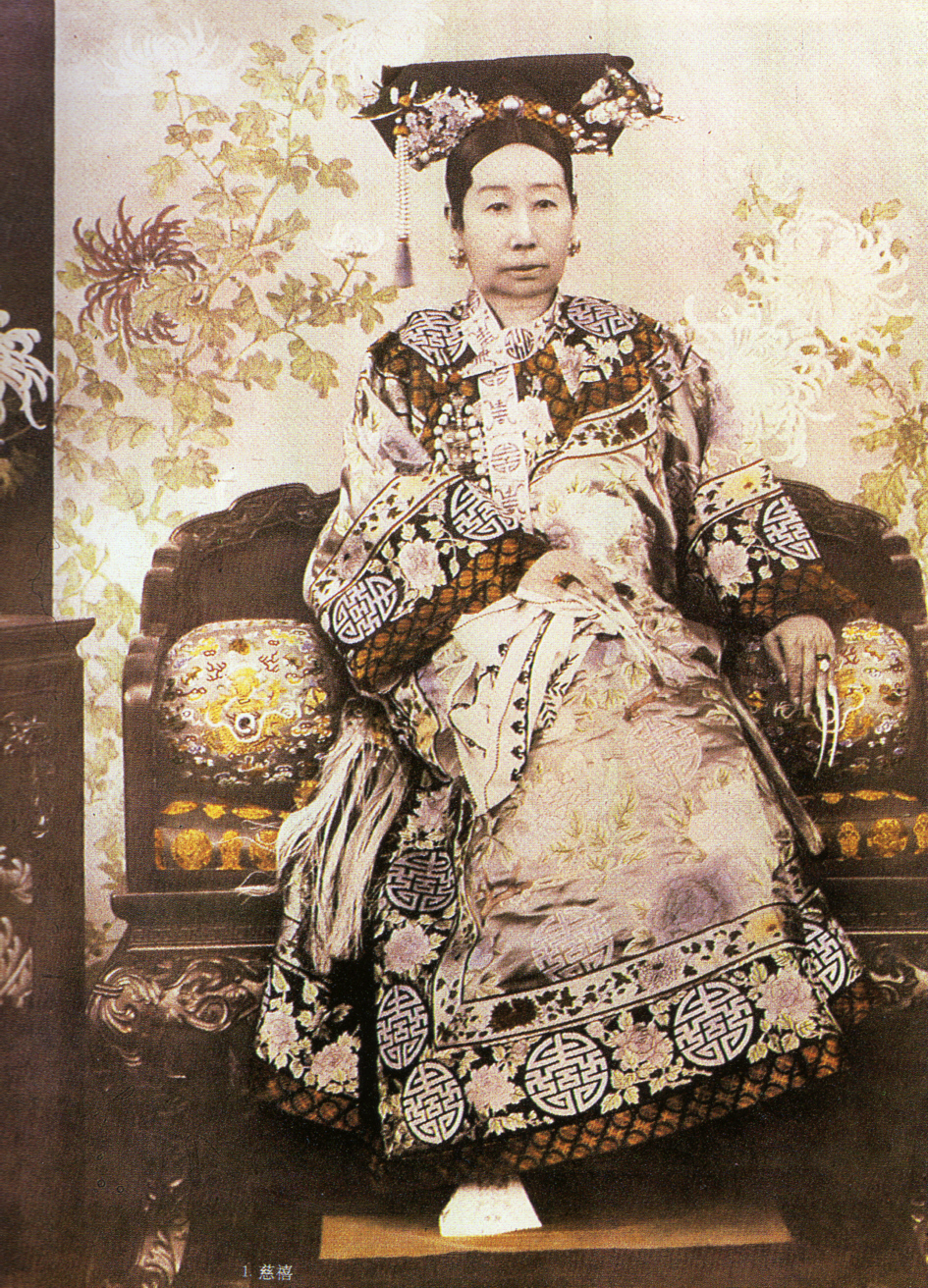
Cixi (* 1835)
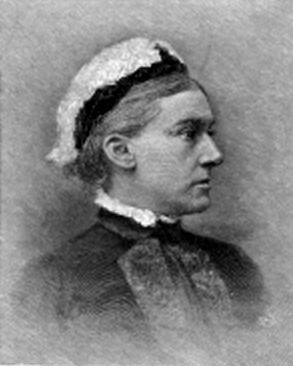
Rhoda Broughton (* 1840)

#### 1851–1900
- 1855: Georg Rudolf Koegel, deutscher Germanist
- 1856ː Marie Hart, elsässische Schriftstellerin
- 1856: Theobald von Bethmann Hollweg, deutscher Politiker, Innenminister und Staatssekretär von Preußen, MdR, Reichskanzler
- 1858: Christian Hülsen, deutscher Archäologe
- 1862: Friedrich Klose, deutscher Komponist
- 1862: Gustav von Kahr, deutscher Jurist und Politiker, Ministerpräsident von Bayern
- 1865: Teresa Mañé Miravet, spanische Pädagogin, Verlegerin und Anarchistin
- 1866: Waldemar von Baußnern, deutscher Komponist und Musikpädagoge
- 1866: Charles Gilibert, französischer Sänger
- 1869: Ivor Atkins, walisischer Organist, Chorleiter und Komponist
- 1869: Émile Danco, belgischer Artillerieoffizier und Antarktisforscher
- 1873: Suzan Rose Benedict, US-amerikanische Mathematikerin
- 1874: António Caetano de Abreu Freire Egas Moniz, portugiesischer Neurologe und Politiker, Außenminister, Nobelpreisträger
- 1874: Wilhelm Münker, deutscher Naturschützer und Mitbegründer des Deutschen Jugendherbergswerkes
- 1876: Nellie Tayloe Ross, US-amerikanische Politikerin, Gouverneurin von Wyoming, erster weiblicher Gouverneur der USA
- 1880: Nora Bayes, US-amerikanische Sängerin
- 1880: Nicolae Cocea, rumänischer Schriftsteller
- 1881: Artur Phleps, rumänisch-deutscher SS-General
- 1884: Emil Schennich, österreichischer Komponist
- 1888: Tony Sender, deutsche Politikerin und Journalistin, MdR
- 1890: Roland Totheroh, US-amerikanischer Kameramann
- 1890: Else Wex-Cleemann, deutsche Malerin
- 1891: Richard Donovan, US-amerikanischer Komponist, Organist, Dirigent und Musikpädagoge
- 1891: Julius Raab, österreichischer Politiker, Abgeordneter zum Nationalrat, Handelsminister, Bundeskanzler
- 1895: Busby Berkeley, US-amerikanischer Filmregisseur
- 1898: Clive Staples Lewis, britischer Fantasyautor und Dozent
- 1898: Ernst Moritz Mungenast, deutsch-lothringischer Journalist, Übersetzer und Romancier
- 1899: Arvid Kleven, norwegischer Komponist
- 1899: Emma Morano, italienische Altersrekordlerin
- 1899: István Szendeffy, ungarischer Ruderer
- 1900: Rudolf Agricola, deutscher Wirtschaftswissenschaftler und Journalist

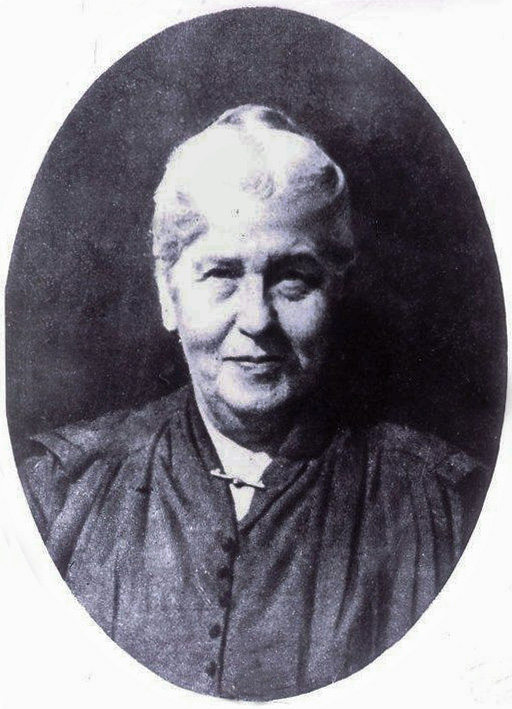
Marie Hart (* 1856)
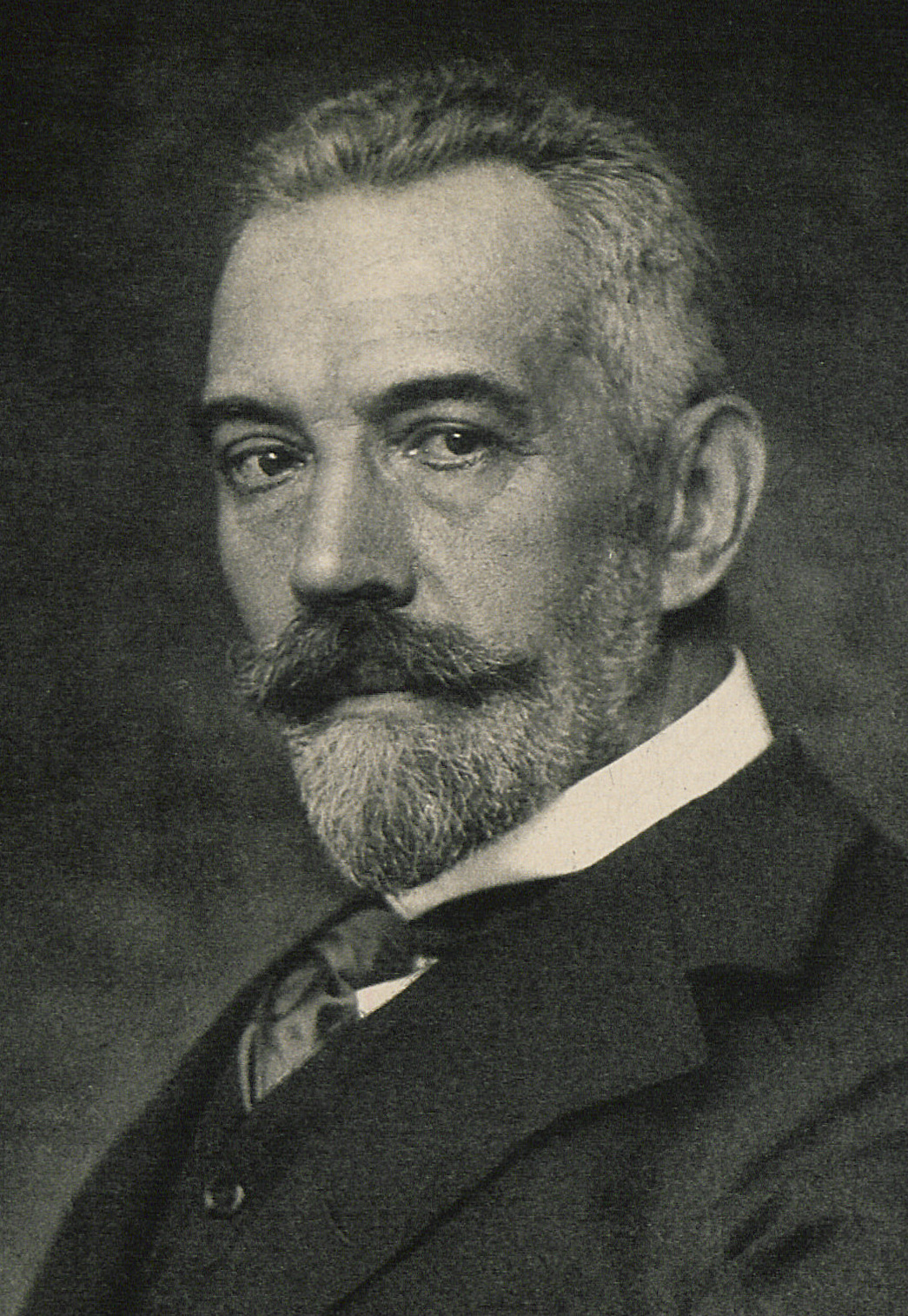
Theobald von Bethmann Hollweg (* 1856)
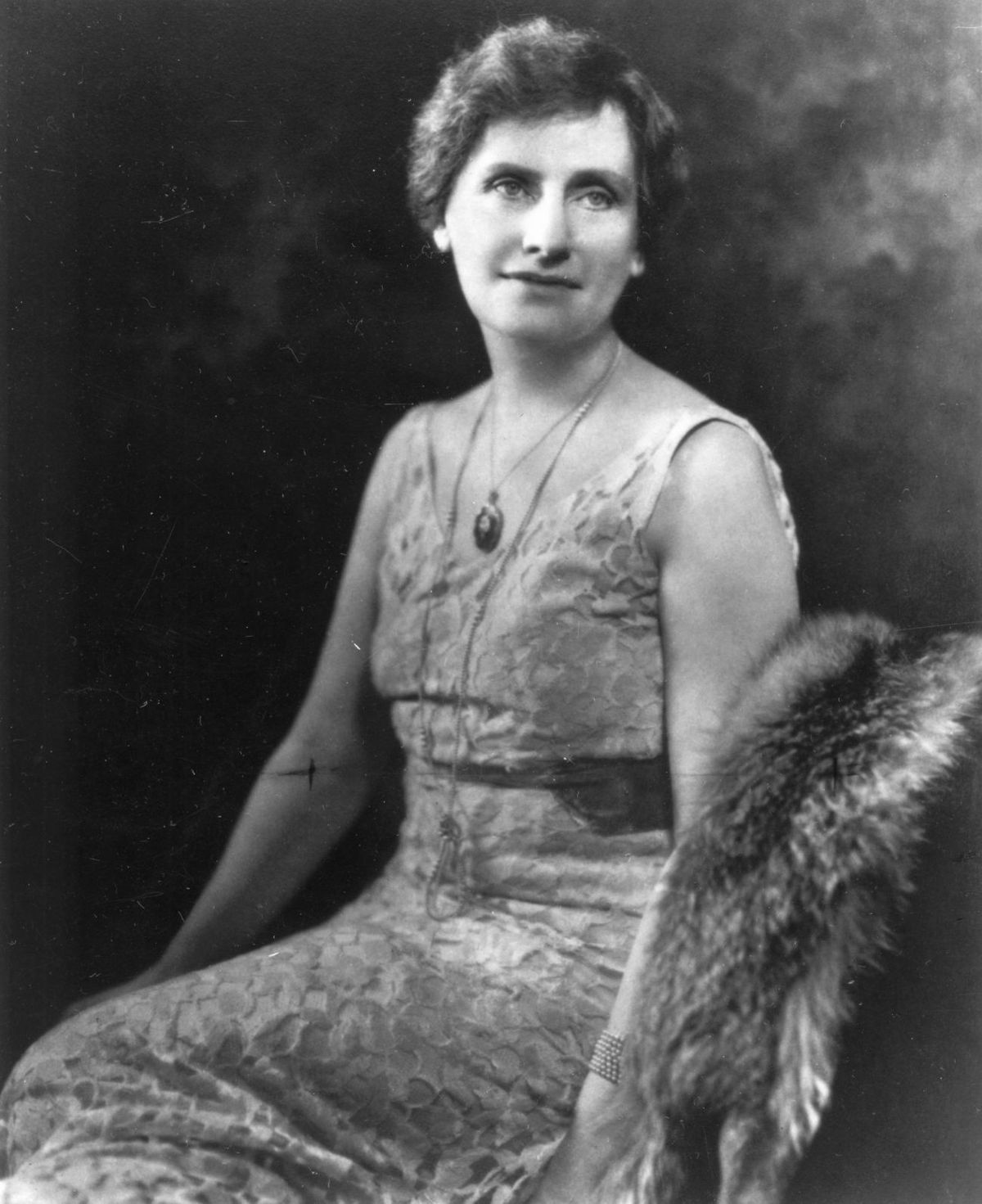
Nellie Tayloe Ross (* 1876)
Toni Sender (* 1888)
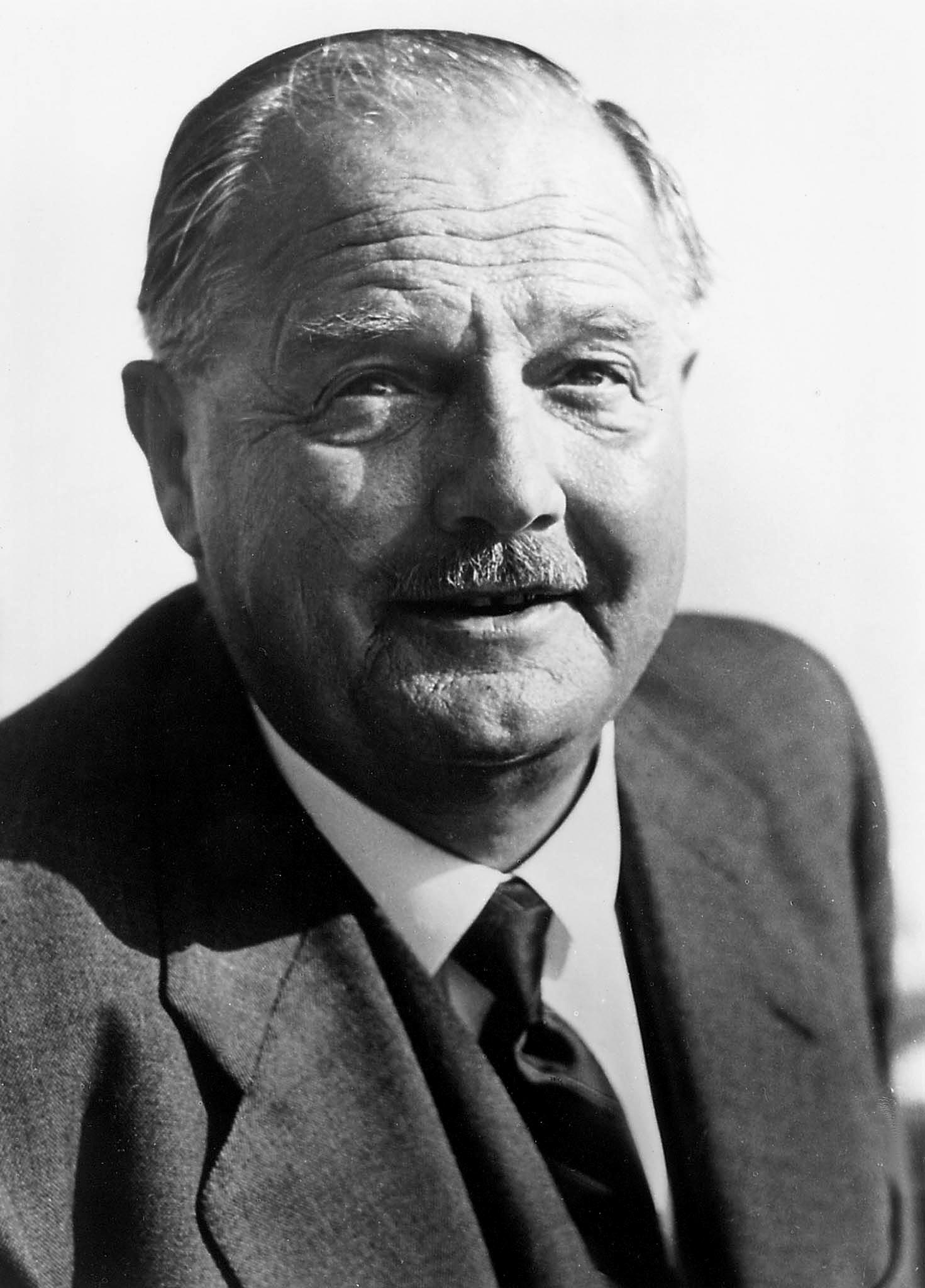
Julius Raab (* 1891)

### 20. Jahrhundert

#### 1901–1925
- 1901: Rudolf Bäumer, deutscher Politiker, MdB
- 1901: Mildred Harris, US-amerikanische Schauspielerin
- 1902: Carlo Levi, italienischer Schriftsteller
- 1902: Leopold Matthias Walzel, österreichischer Komponist und Musikkritiker
- 1903: Franco Autori, US-amerikanischer Dirigent
- 1903: Karl Bandion, österreichischer Politiker
- 1904: Héctor Castro, uruguayischer Fußballspieler und -trainer
- 1904: Franz Xaver Lehner, deutscher Komponist und Hochschullehrer
- 1905: Marcel Lefebvre, französischer katholischer Geistlicher
- 1905: Willi Stech, deutscher Pianist, Bandleader und Komponist
- 1906: Käthe Krauß, deutsche Leichtathletin
- 1907: Laura Carola Mazirel, niederländische Juristin, Autorin, Widerstandskämpferin
- 1908: Henriette Morineau, brasilianische Schauspielerin
- 1909: Stefan Skoumal, deutscher und österreichischer Fußballspieler
- 1912: Ai Xia, chinesische Schauspielerin
- 1915: Earl Wilbur Sutherland, US-amerikanischer Physiologe, Nobelpreisträger
- 1916: Valentino Bucchi, italienischer Komponist
- 1916: John Arthur Love, US-amerikanischer Politiker
- 1917: Merle Travis, US-amerikanischer Country-Musiker und Songwriter
- 1917: Herbert Zimmermann, deutscher Sportreporter
- 1918: Friedrich Adrario, österreichischer Offizier der Wehrmacht und des österreichischen Bundesheeres
- 1918: Otto Glück, österreichischer Mediziner und Politiker
- 1918: Madeleine L’Engle, US-amerikanische Schriftstellerin
- 1920: Vittoria Calma, polnische Opernsängerin
- 1920: Jegor Ligatschow, sowjetischer Politiker, Mitglied des Politbüros der KPdSU
- 1922: Erwin Heerich, deutscher Künstler
- 1924: Erik Balling, dänischer Drehbuchautor und Regisseur
- 1924: Arthur Peacocke, englischer Biochemiker und Theologe
- 1925ː Lore Alt, deutsche Stenotypistin; vierfache Weltmeisterin im Schnellschreiben auf der Schreibmaschine
- 1925: Rudi Fischer, deutscher Fußballtorwart
- 1925: Ernst Happel, österreichischer Fußballspieler und -trainer
- 1925: Gerhard Mauz, deutscher Journalist
- 1925ː Yuk Young-soo, südkoreanische First Lady

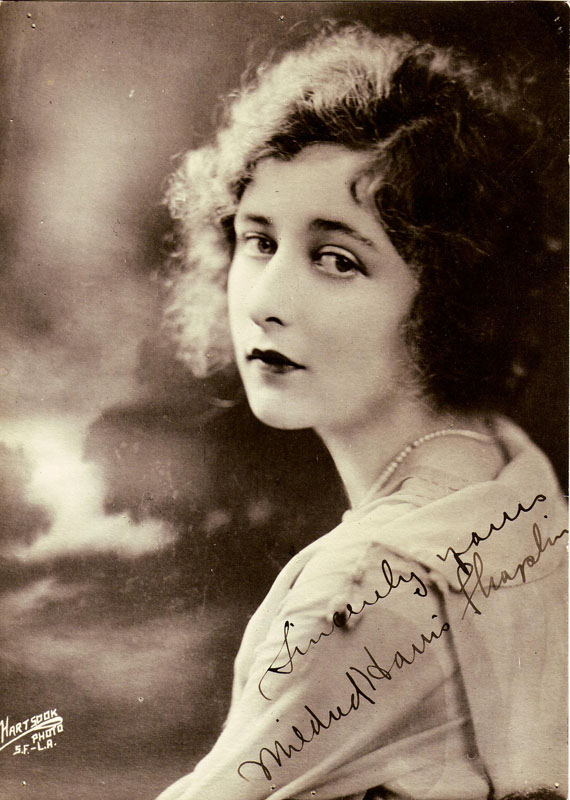
Mildred Harris (* 1901)
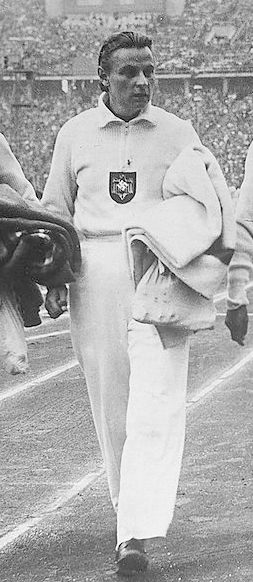
Käthe Krauß (* 1906)
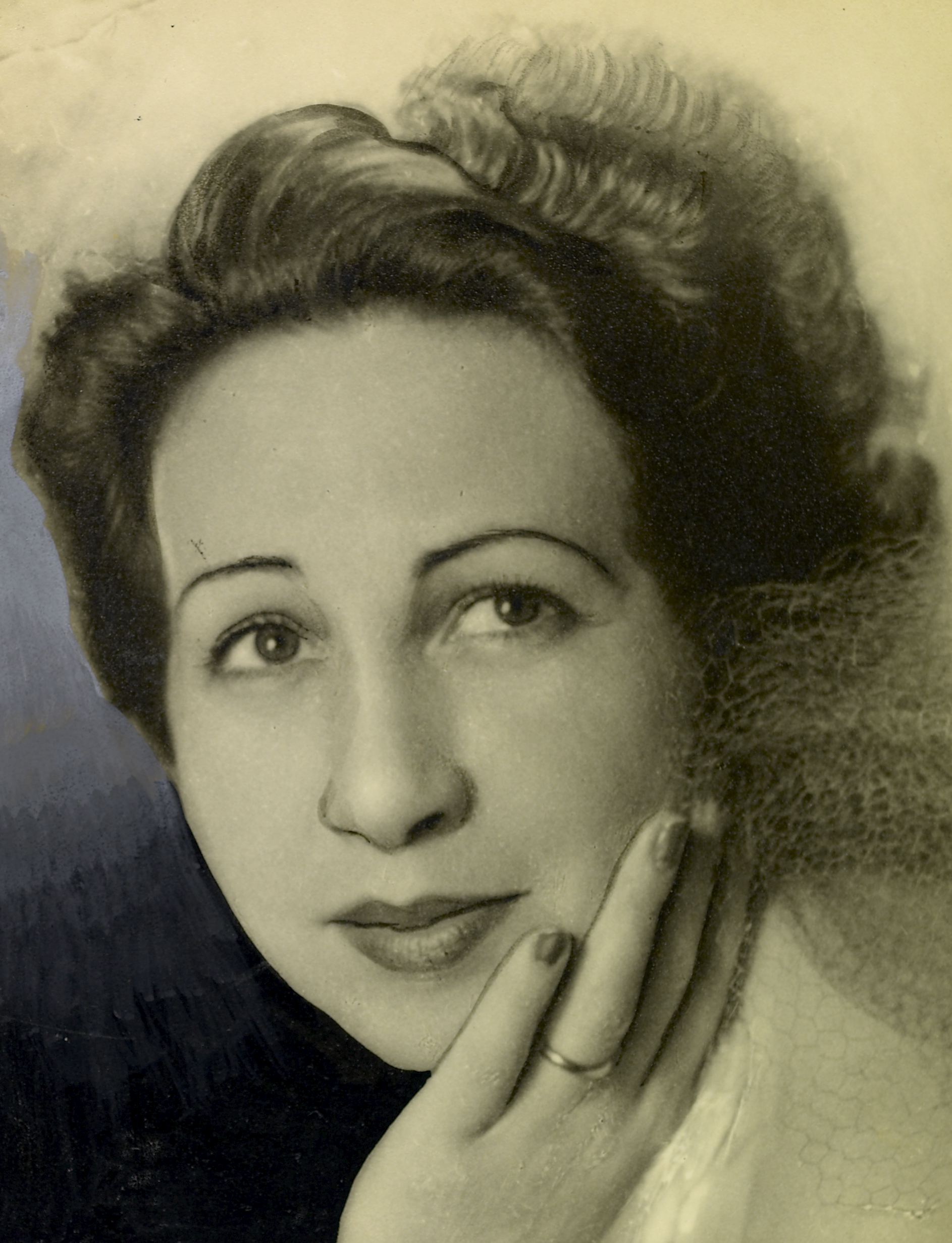
Henriette Morineau (* 1908)

#### 1926–1950
- 1927: Günter Rohrmoser, deutscher Sozialphilosoph
- 1928: Joan Martí Alanís, spanischer Bischof
- 1928: Virginia López, puerto-ricanische Sängerin
- 1928: Hotsuki Ozaki, japanischer Autor und Literaturkritiker
- 1929: Xaver Unsinn, deutscher Eishockeytrainer
- 1930: Candido Cannavò, italienischer Sportjournalist und Herausgeber
- 1932: Jacques Chirac, französischer Präsident
- 1932: Antoine Tisné, französischer Komponist
- 1933: John Mayall, britischer Musiker
- 1934: Hans-Joachim Blau, deutscher Mediziner und Hochschullehrer
- 1934: Shiro Kuramata, japanischer Produktdesigner und Innenarchitekt
- 1935: Joan Harrison, südafrikanische Schwimmerin
- 1935: Diane Ladd, US-amerikanische Schauspielerin
- 1936: Davide Anzaghi, italienischer Komponist und Hochschullehrer
- 1937: Jo Brauner, deutscher Nachrichtensprecher
- 1937: Tom Witkowski, deutscher Schauspieler, Regisseur und Dozent
- 1939: Hermann Dechant, deutscher Dirigent, Flötist, Musikwissenschaftler, Komponist und Verlagsleiter
- 1939: Heinrich Ebner, österreichischer Photogrammeter und Geodät
- 1939: Meco, US-amerikanischer Musiker und Musikproduzent
- 1939: Sandro Salvadore, italienischer Fußballspieler
- 1940: Wolfgang Diezel, deutscher Mediziner und Hochschullehrer
- 1940: Denny Doherty, kanadischer Sänger
- 1940: Óscar Espinosa Chepe, kubanischer Ökonom, Diplomat und Dissident
- 1940: Maurice Frilot, US-amerikanischer Boxer
- 1940: Billy Hart, US-amerikanischer Jazzschlagzeuger
- 1940: Chuck Mangione, US-amerikanischer Musiker
- 1940ː Thelma Mothershed Wair, US-amerikanische Aktivistin
- 1940: Wiktor Fjodorowitsch Semenjuk, russischer Dokumentarfilmregisseur
- 1940ː Susanne Ussing, dänische Architektin und Künstlerin
- 1941: Lothar Emmerich, deutscher Fußballspieler
- 1942: Mabel Mambretti, argentinische Komponistin und Musikwissenschaftlerin
- 1943: Dirk Fischer, deutscher Politiker, MdL, MdB
- 1944: Helmut Dähne, deutscher Motorradrennfahrer
- 1944: Helmut Forsthoff, deutscher Jazzsaxophonist († 2023)
- 1944: Peter Ramseier, Schweizer Fußballspieler
- 1946: Eamonn Campbell, irischer Folk-Musiker
- 1947: Petra Kelly, deutsche Politikerin und Friedensaktivistin, MdB, Gründungsmitglied der Partei Die Grünen
- 1947: Ivan Kurz, tschechischer Komponist und Musikpädagoge
- 1948: Achille Amerio, italienischer Diplomat
- 1948: Ulrich Maurer, deutscher Politiker
- 1948: Jörg Wontorra, deutscher Fernsehmoderator
- 1949: Bigote Arrocet, argentinisch-chilenischer Sänger, Komiker und Schauspieler
- 1949: Vladimir Mendelssohn, rumänisch-niederländischer Bratschist und Komponist
- 1949: Garry Shandling, US-amerikanischer Schauspieler und Komiker
- 1950: Jean-François Baldé, französischer Motorradrennfahrer
- 1950: Ian Hideo Levy, amerikanisch-japanischer Schriftsteller und Übersetzer
- 1950: Georg Quander, deutscher Opern- und Filmregisseur, Musikjournalist, Autor, Intendant und Kulturmanager
- 1950: Shih, aus Taiwan gebürtiger österreichischer Komponist
- 1950: Einar Henning Smebye, norwegischer Pianist und Musikpädagoge

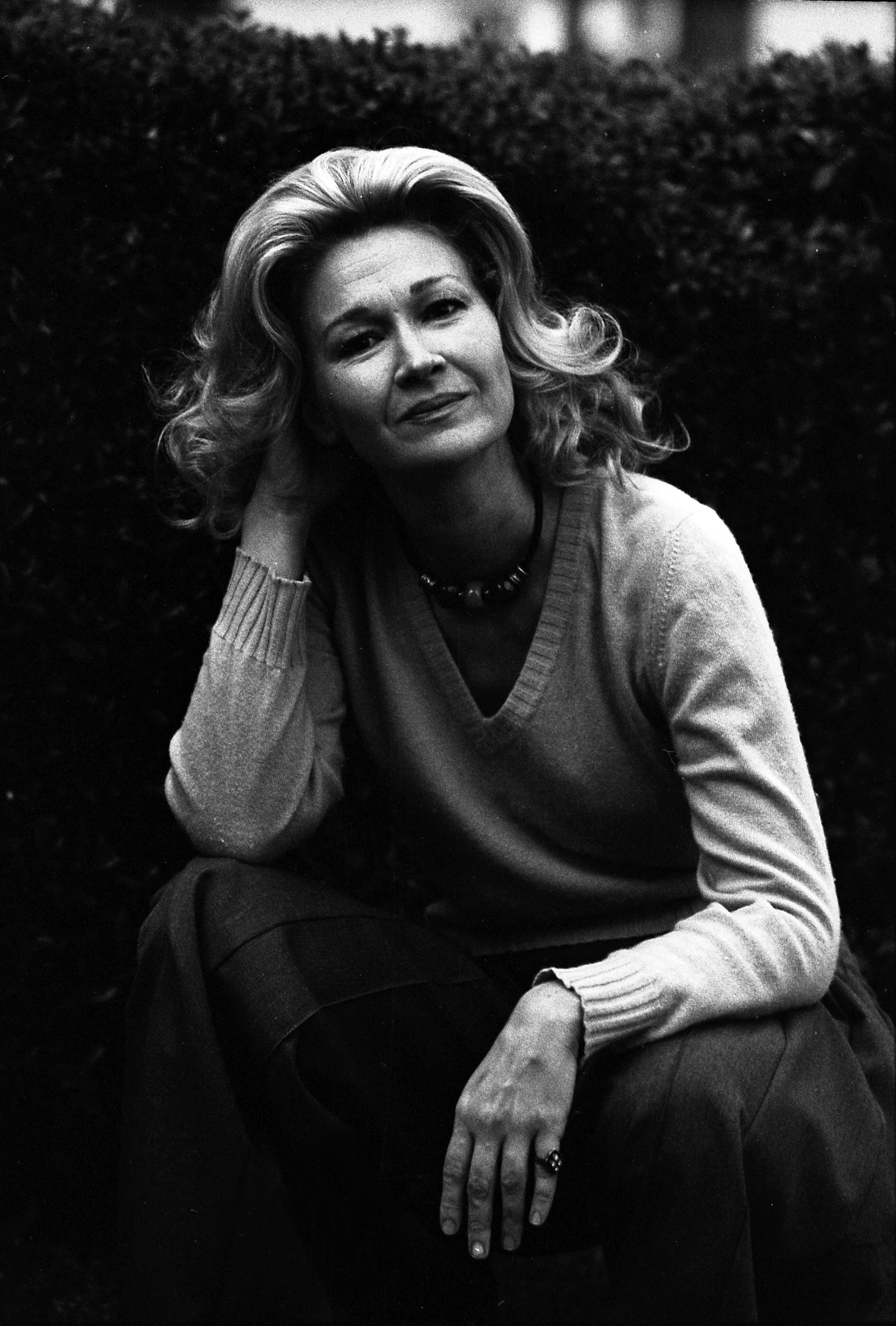
Diane Ladd (* 1935)
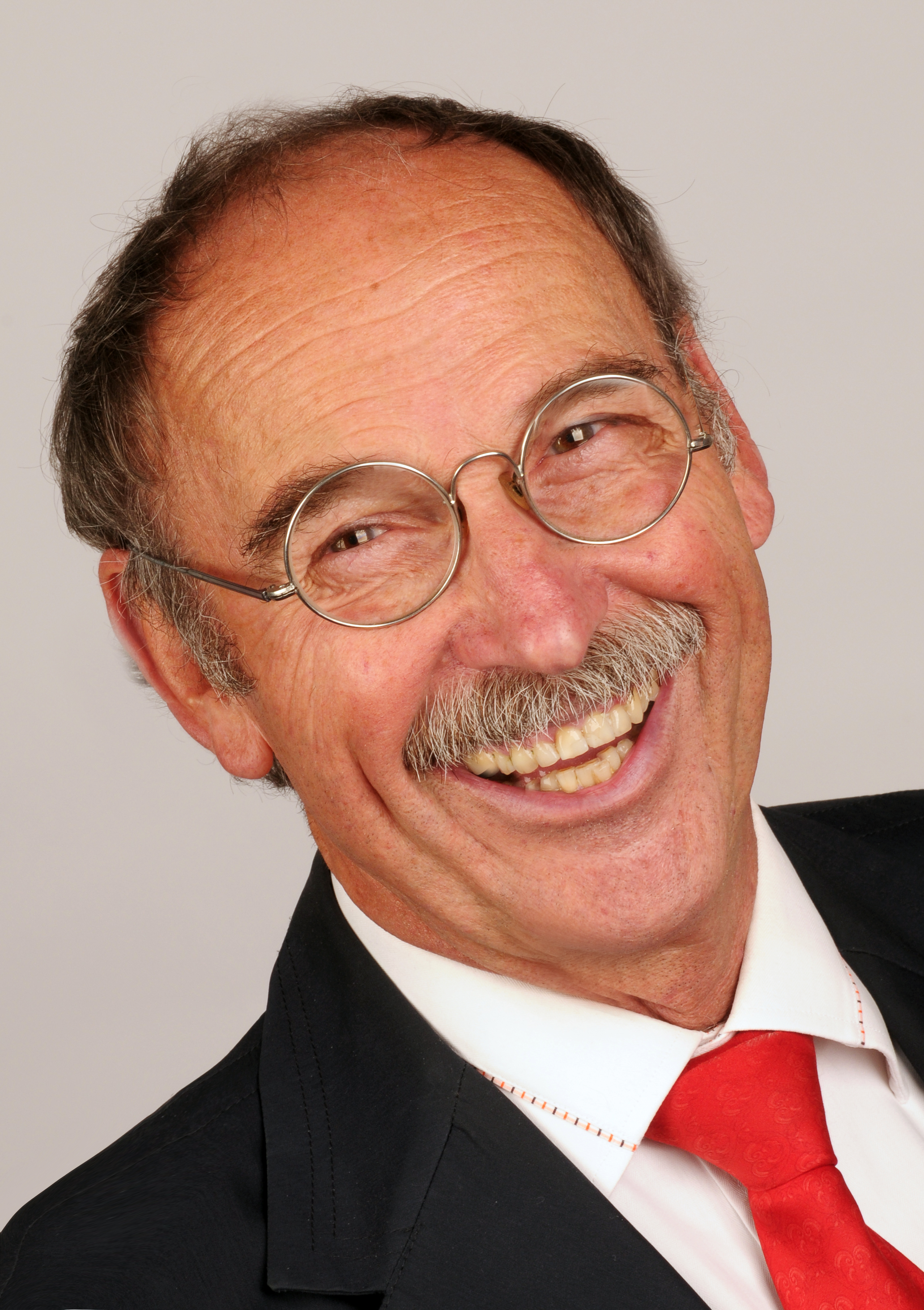
Tom Witkowski (* 1937)
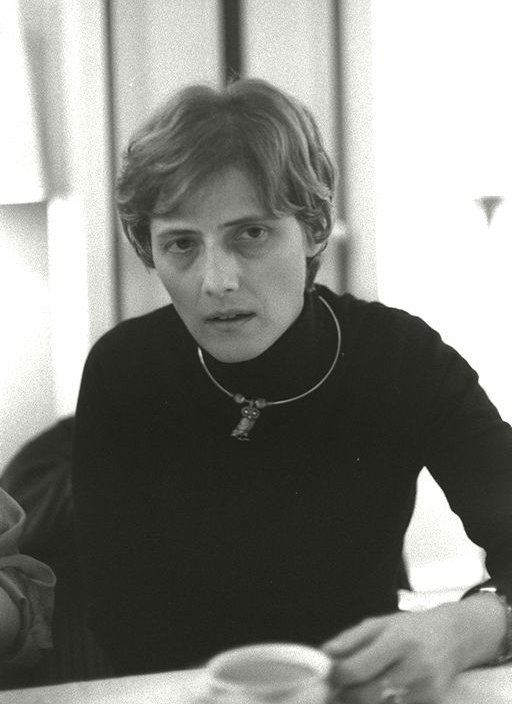
Petra Kelly (* 1947)

#### 1951–1975
- 1951: Jean Schmidt, US-amerikanische Politikerin
- 1953: Rudolf Köberle, deutscher Politiker
- 1953: Christine Pascal, französische Schauspielerin
- 1953: Hans-Jürgen „Jäcki“ Reznicek, deutscher Musiker
- 1953: Philippe Rochat, Schweizer Koch
- 1953: Huub Stevens, niederländischer Fußballtrainer
- 1954: Alida Abola, lettische Orientierungsläuferin
- 1954: Joel Coen, US-amerikanischer Regisseur
- 1954: Norbert Eberle, deutscher Maler, Grafiker und Kunstpädagoge
- 1954: Ralf Huettner, deutscher Regisseur
- 1954: Terry Lingner, US-amerikanischer Unternehmer und Automobilrennfahrer
- 1955: Howie Mandel, kanadischer Fernsehmoderator, Schauspieler und Komiker
- 1955: Adam Nussbaum, US-amerikanischer Jazzschlagzeuger
- 1955: Amy Sue Rosen, US-amerikanische Tänzerin und Choreographin
- 1956: Andreas Bornschein, deutscher Fußballspieler und -trainer
- 1956: Bambus-Klaus, deutscher Gastwirt und Schlagersänger
- 1956ː Lene Tranberg, dänische Architektin und Hochschullehrerin
- 1957: Jennifer Batten, US-amerikanische Gitarristin
- 1957: Jean-Philippe Toussaint, belgischer Schriftsteller
- 1958: Lennardt Krüger, deutscher Schauspieler und Synchronsprecher
- 1959: Rahm Emanuel, US-amerikanischer Politiker
- 1959: Johannes Maria Suykerbuyk, niederländischer Komponist
- 1959: Urs Zimmermann, Schweizer Radsportler
- 1961: Kim Delaney, US-amerikanische Schauspielerin
- 1961: Tom Sizemore, US-amerikanischer Schauspieler
- 1962: Ronny Jordan, britischer Jazz-Gitarrist
- 1963: Jilly Curry, britische Freestyle-Skierin
- 1963: Martti Kellokumpu, finnischer Freestyle-Skier
- 1964: Jennifer Harman, US-amerikanische Pokerspielerin
- 1964: Sarah Lewis, britische Skirennläuferin und Sportfunktionärin
- 1965: Susanne Schädlich, deutsche Schriftstellerin, Übersetzerin und Journalistin
- 1965: Manfred Trenz, deutscher Erfinder und Entwickler von Computerspielen
- 1966: John Layfield, US-amerikanischer Wrestler
- 1966: Olaf Zehe, deutscher Handballspieler
- 1967: César Polanco, dominikanischer Boxer
- 1968: Dany Garcia, US-amerikanische Filmproduzentin
- 1968: Barbara Hahlweg, deutsche Moderatorin
- 1968: Michael Ho, macauischer Automobilrennfahrer
- 1968: Jonathan Knight, US-amerikanischer Sänger
- 1968: Carolina Müller-Möhl, Schweizer Investorin und Philanthropin
- 1968: Ralf Souquet, deutscher Poolbillardspieler
- 1968: Charlotte Valandrey, französische Schauspielerin
- 1969: Bernhard Gander, österreichischer Komponist
- 1969: Pierre van Hooijdonk, niederländischer Fußballspieler
- 1969: Kasey Keller, US-amerikanischer Fußballtorhüter
- 1969: Fredrik Ljungkvist, schwedischer Jazzsaxophonist und -Klarinettist
- 1969: Verno Jeremias Phillips, US-amerikanischer Boxer
- 1969: Mariano Rivera, panamaischer Baseballspieler
- 1970: Susan Carleton Athey, US-amerikanische Wirtschaftswissenschaftlerin
- 1971: Gena Lee Nolin, US-amerikanisches Fotomodell und Schauspielerin
- 1972: Oscar Ackeström, schwedischer Eishockeyspieler
- 1972: Andreas Goldberger, österreichischer Skispringer
- 1972: Christiane Stein, deutsche Fernsehjournalistin und -moderatorin, Schauspielerin und Medientrainerin
- 1972: Shin’ya Tanaka, japanischer Schriftsteller
- 1973: Ryan Giggs, walisischer Fußballspieler
- 1973: Birgit Rockmeier, deutsche Leichtathletin
- 1973: Gabi Rockmeier, deutsche Leichtathletin
- 1974: Melanie Hoffmann, deutsche Fußballspielerin
- 1974: Susanne Petersen, deutsche Handballspielerin
- 1975: Ģirts Ankipāns, lettischer Eishockeyspieler

#### 1976–2000
- 1976: Anna Faris, US-amerikanische Schauspielerin
- 1976: Aline Hochscheid, deutsche Schauspielerin und Regisseurin
- 1976: Elisabeth Hilmo Meyer, norwegische Handballspielerin
- 1977: Maria Petrowa, russische Eiskunstläuferin
- 1978: Lauren German, US-amerikanische Schauspielerin
- 1979: Simon Amstell, britischer Schauspieler und Komiker
- 1979: Gable Carr, US-amerikanische Schauspielerin
- 1979: Michael Lamey, niederländischer Fußballspieler
- 1979: The Game, US-amerikanischer Rapper
- 1980: Janina Gavankar, US-amerikanische Schauspielerin und Musikerin
- 1980: Chun Jung-myung, südkoreanischer Schauspieler
- 1980: Johannes Schedl, deutsch-österreichischer Schauspieler
- 1981: Philippe Bühler, deutscher Sänger
- 1982: Robbie Knops, belgischer Dartspieler
- 1982: John Mensah, ghanaischer Fußballspieler
- 1982: Rusty Mitchell, US-amerikanischer Automobilrennfahrer
- 1983: Albert Bunjaku, kosovarischer Fußballspieler
- 1983: Peter Miklusz, deutscher Schauspieler
- 1983: Jennifer Oeser, deutsche Leichtathletin
- 1983: Harrison Roches, belizischer Fußballspieler
- 1983: Aylin Tezel, deutsche Schauspielerin
- 1984: Florian Bitterlich, deutscher Handballspieler
- 1984: Michael Devaney, irischer Automobilrennfahrer
- 1984: Rasmus Lindgren, schwedischer Fußballspieler
- 1984: Katlego Mphela, südafrikanischer Fußballspieler
- 1985: Sven Lechner, deutscher Handballspieler
- 1985: XOV, iranisch-schwedischer Musiker
- 1986: Monika Oschek, deutsche Schauspielerin und Sprecherin
- 1987: Sandro Wagner, deutscher Fußballspieler
- 1988: Hermann Gassner junior, deutscher Rallyefahrer
- 1988: Ryūnosuke Ōkoshi, japanischer Skirennläufer
- 1989: Dominic Adiyiah, ghanaischer Fußballspieler
- 1989: Stefan Bradl, deutscher Motorradrennfahrer
- 1989: Dominik Kraihamer, österreichischer Automobilrennfahrer
- 1990: Johan Koch, dänischer Handballspieler
- 1990: Dominic Rau, deutscher Fußballspieler
- 1992: Simon Breitfuss Kammerlander, bolivianisch-österreichischer Skirennläufer
- 1992: Szczepan Kupczak, polnischer Nordischer Kombinierer
- 1993: Jacqueline Janzen, deutsche Eishockeyspielerin
- 1995: Laura Marano, US-amerikanische Schauspielerin
- 1996: Nicolas Abdat, deutscher Fußballspieler
- 1996: Lawrence Ati Zigi, ghanaischer Fußballtorwart
- 1997: Nina O’Brien, US-amerikanische Skirennläuferin
- 1997: Fabian Reese, deutscher Fußballspieler
- 2000: Yann Aurel Bisseck, deutsch-kamerunischer Fußballspieler

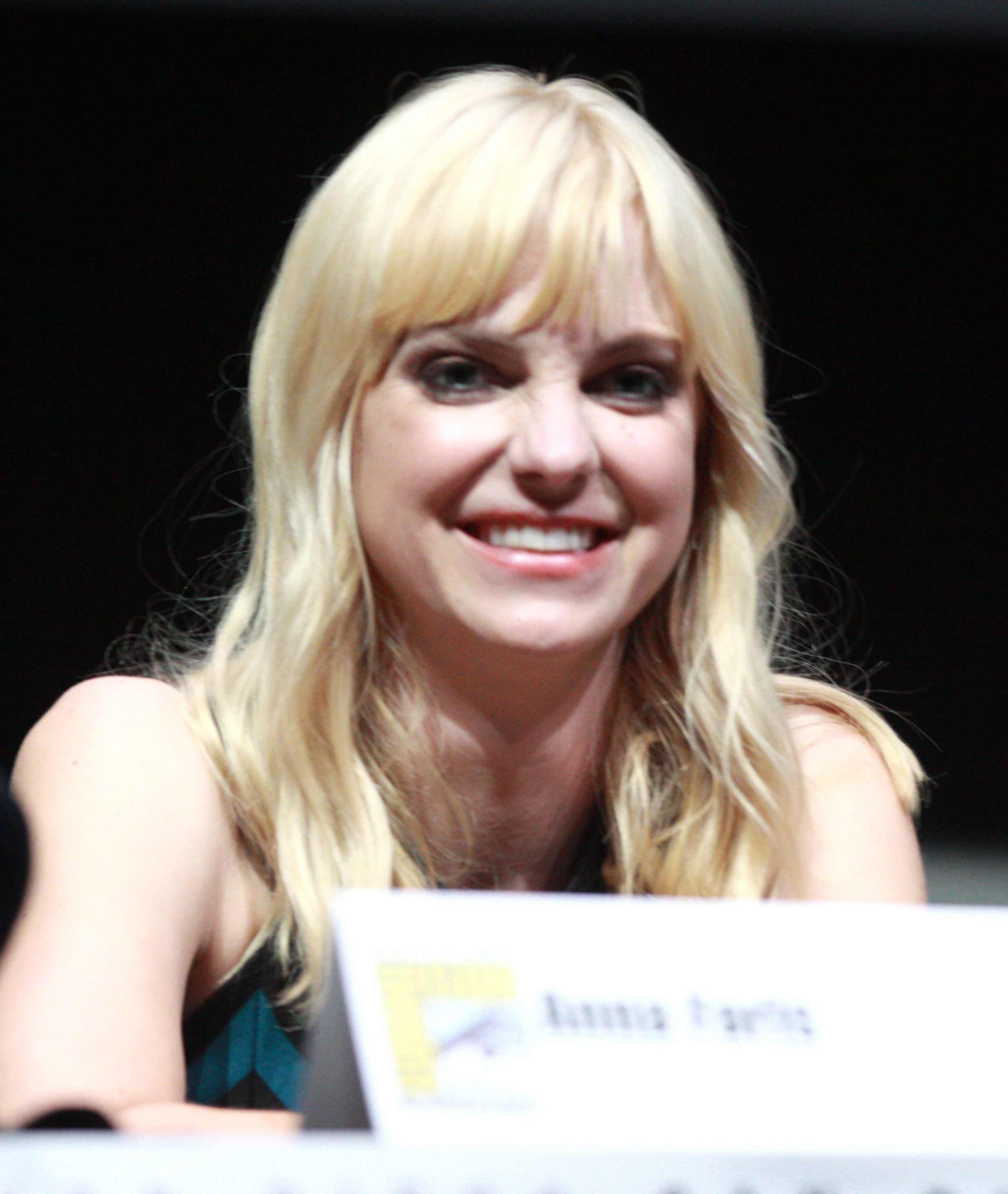
Anna Faris (* 1976)
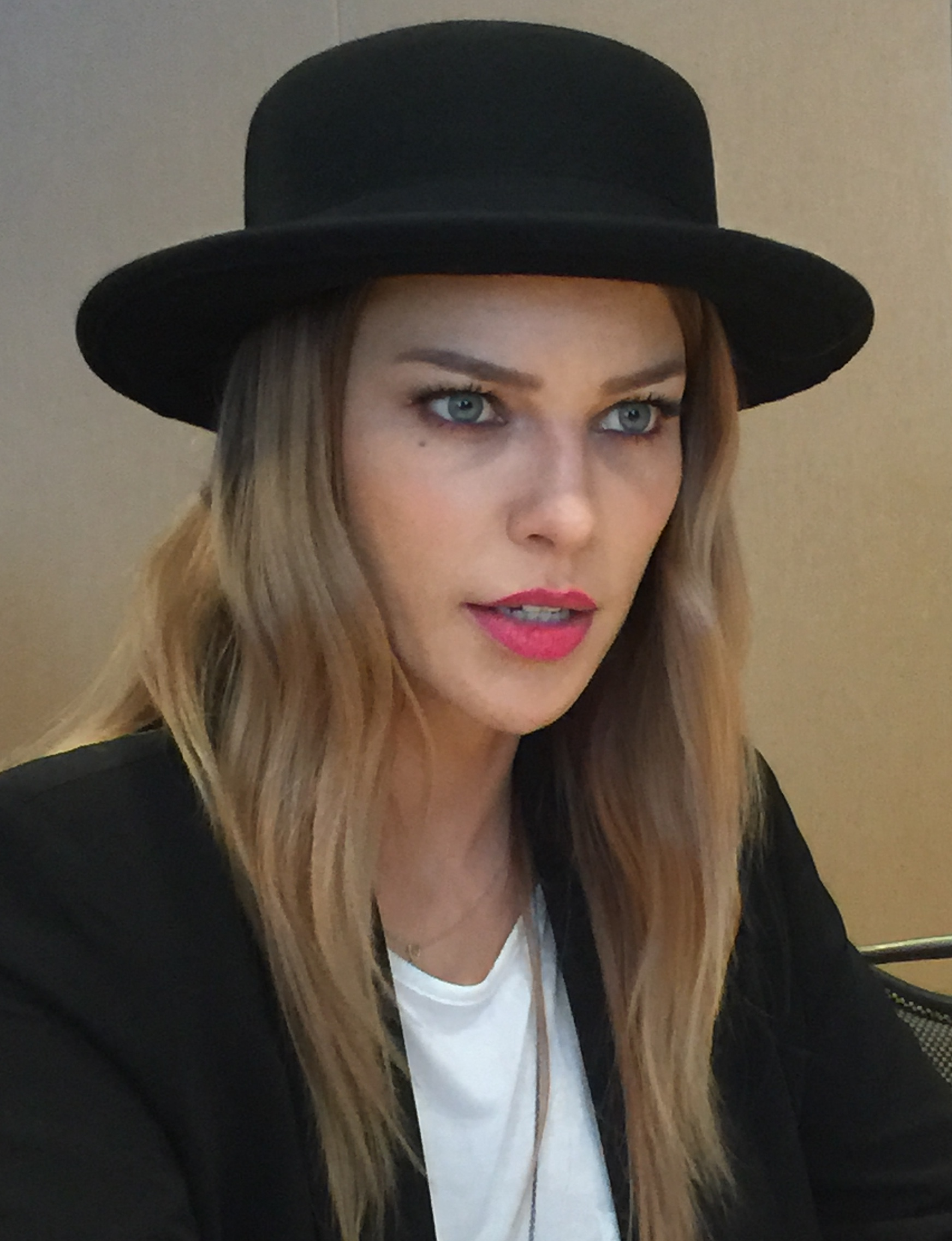
Lauren German (* 1978)
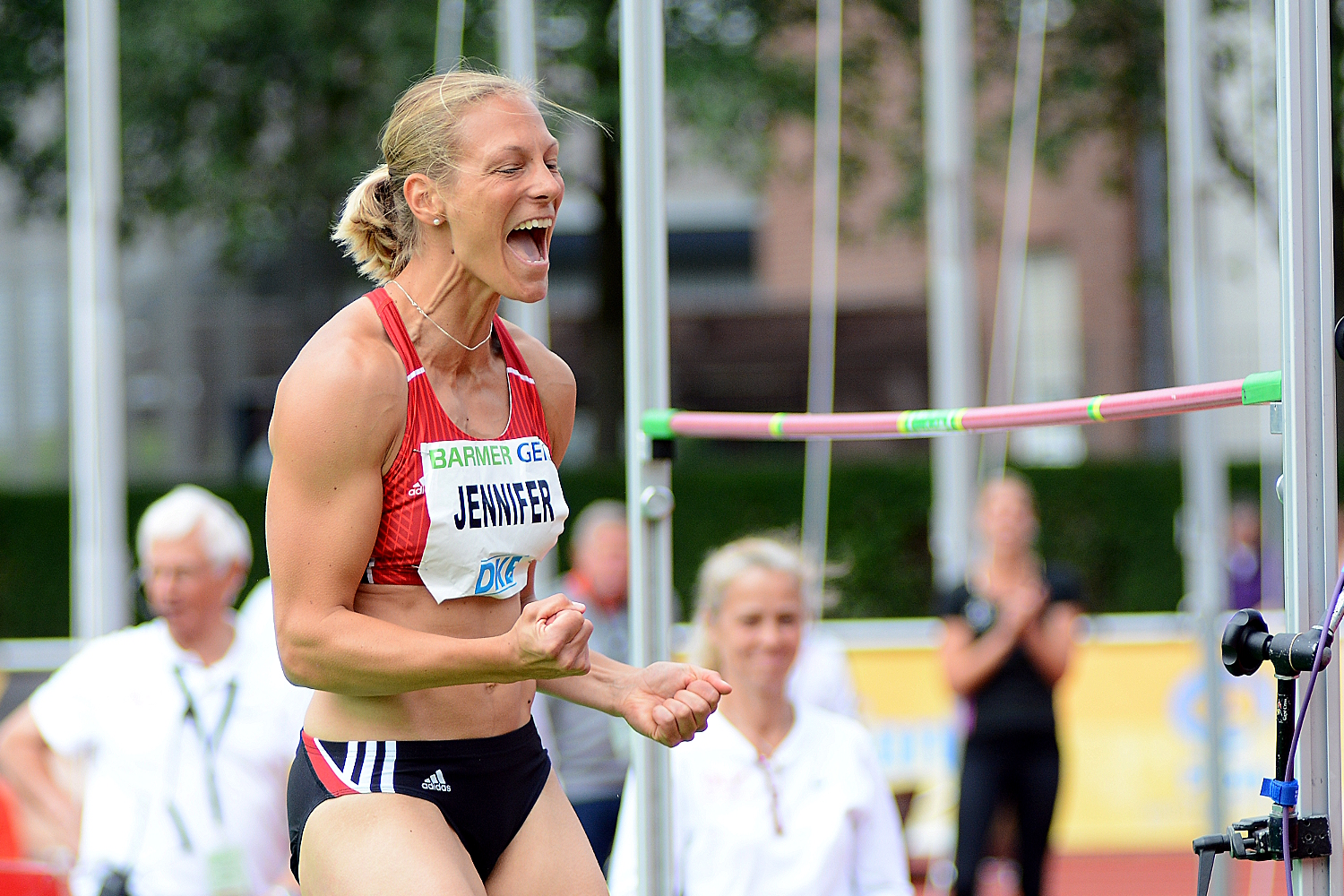
Jennifer Oeser (* 1983)
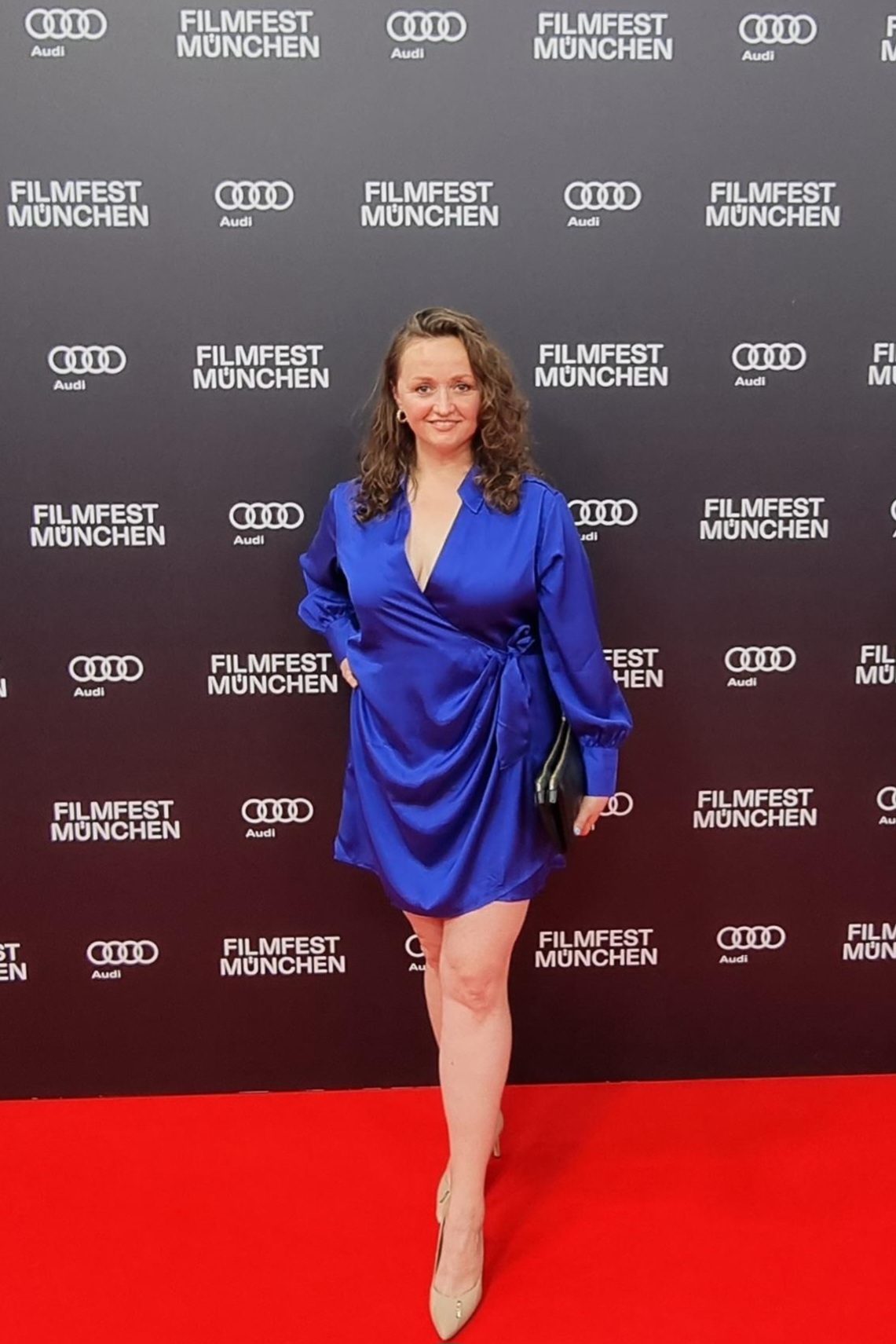
Monika Oschek (* 1986)

### 21. Jahrhundert
- 2001: Joel Sturm, deutscher Automobilrennfahrer
- 2002: Yunus Musah, amerikanisch-englischer Fußballspieler

## Gestorben

### Vor dem 16. Jahrhundert

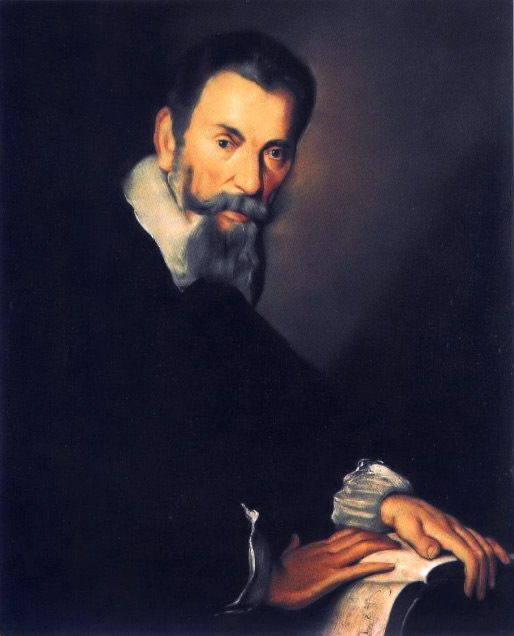
Claudio Monteverdi (1567–1643)

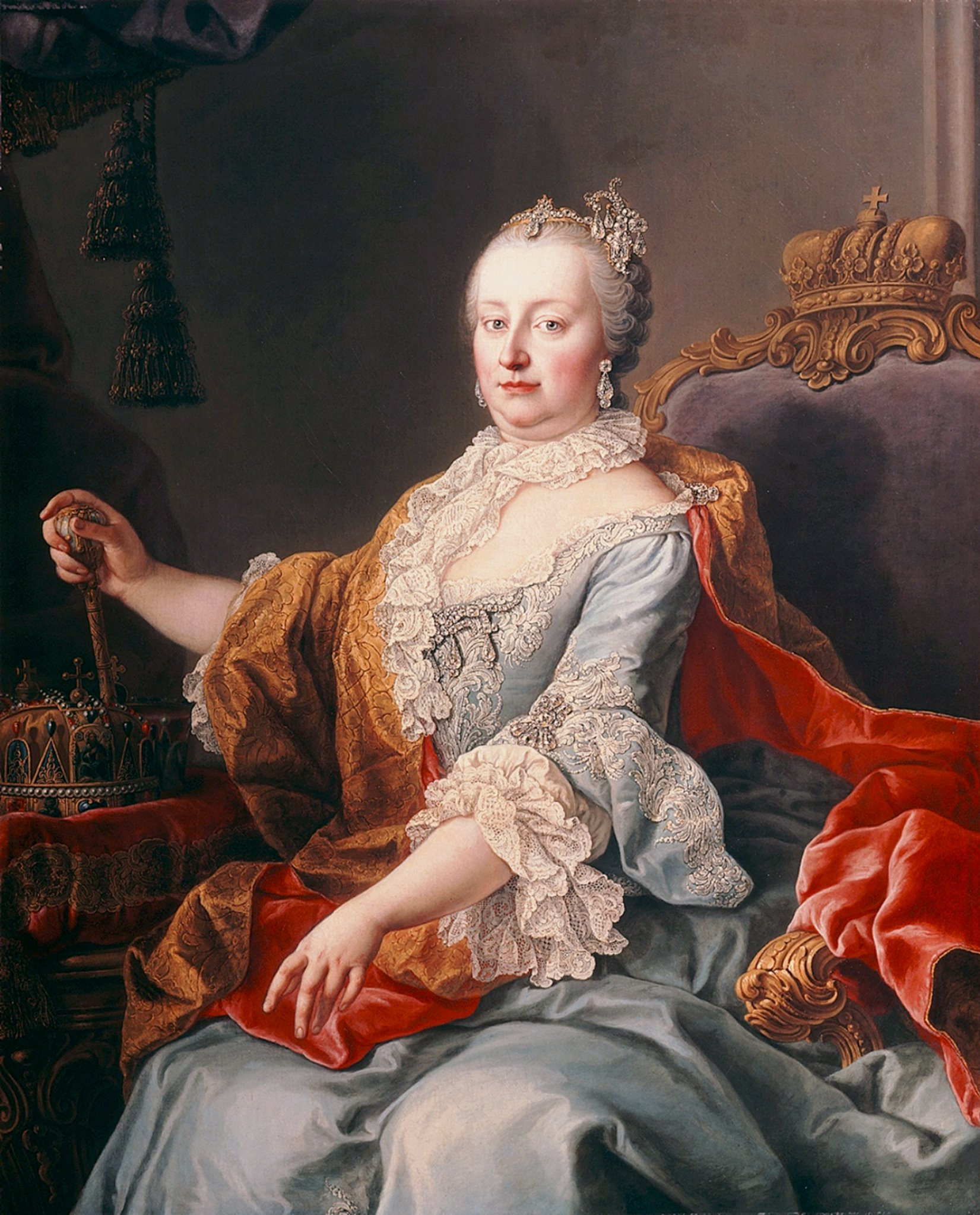
Maria Theresia (1717–1780)

- 0521: Jakob von Sarug, syrischer Bischof und christlicher Schriftsteller
- 0524: Ahkal Mo’ Nahb I., Herrscher der Maya-Stadt Palenque
- 0874: Hathumod, erste Äbtissin des Stifts Gandersheim
- 0880: Karlmann, Ostfränkischer König und König von Italien
- 0917: Radbod, Bischof von Utrecht
- 0997: Seongjong, 6. König des koreanischen Königreichs Goryeo
- 1094: Roger de Beaumont, normannischer Adliger
- 1114: Richard vom Prinzipat, normannischer Adliger
- 1182: Heinrich I. von Brüssel, Bischof von Lübeck
- 1198: Abd al-Malik al-Aziz Utman, Sultan der Ayyubiden
- 1211: Páll Jónsson, Bischof von Skálholt im Süden Islands
- 1253: Otto II., Herzog von Bayern
- 1268: Clemens IV., Papst
- 1296: Burchard von Avesnes, Bischof von Metz
- 1311: Alboino della Scala, Herr von Verona
- 1314: Philipp IV. („Der Schöne“), König von Frankreich
- 1318: Heinrich von Meißen (Frauenlob), deutscher Dichter und Sänger
- 1329: Friedrich von Regensburg, Laienbruder des Augustinerordens
- 1330: Roger Mortimer, 1. Earl of March, englischer Adeliger und de facto Herrscher von England
- 1342: Michael von Cesena, Ordensmeister der Franziskaner und Theologe
- 1344: Gerhard von Lochem, Syndicus der Hansestadt Lübeck und Lübecker Domherr
- 1346: Agnes, Tochter von Kraft I. von Hohenlohe
- 1362: Nicolaus Schoneke, Lübecker Bürgermeister
- 1378: Karl IV., König von Böhmen und römisch-deutscher Kaiser
- 1387: Heinrich Krapff, Bischof von Lavant
- 1393: Leon V., König von Kleinarmenien
- 1425: Alfonso de Aragón y Eiximenis, spanischer Adliger, 2. Herzog von Gandía
- 1463: Marie d’Anjou, französische Adlige, Königin von Frankreich
- 1480: Friedrich I., Pfalzgraf und Herzog von Pfalz-Simmern-Sponheim
- 1495: Gabriel Biel, deutscher scholastischer Philosoph

### 16. bis 18. Jahrhundert
- 1511: Ursula Cotta, Förderin Martin Luthers
- 1516: Giovanni Bellini, venezianischer Maler
- 1543: Hans Holbein der Jüngere, deutscher Maler
- 1544: Jungjong, 11. König der Joseon-Dynastie in Korea
- 1566: Nikolaus Gromann, Hofbaumeister im Dienste der ernestinischen Wettiner
- 1590: Philipp Nicodemus Frischlin, deutscher Humanist und Dramatiker
- 1594: Alonso de Ercilla y Zúñiga, spanischer Schriftsteller
- 1626: Anna von Fürstenberg, Äbtissin des Stifts Oelinghausen
- 1626: Peter Ernst II. von Mansfeld, Söldner und Heerführer im Dreißigjährigen Krieg
- 1630: Johann Hermann Schein, deutscher Komponist, Thomaskantor in Leipzig
- 1635: Ambrosius Schlumpf, Schweizer Bürgermeister
- 1643: Tobias Adami, deutscher Philosoph, Mitglied der Fruchtbringenden Gesellschaft
- 1643: Claudio Monteverdi, italienischer Komponist
- 1647: Giovanni Lanfranco, italienischer Maler
- 1661: Christoph von Houwald, königlich schwedischer, kursächsischer und Kurbrandenburger General, Herr der Herrschaft Straupitz, Maldeiten, Triecken und Posorten
- 1673: Raffaello Vanni, italienischer Maler
- 1677: Matthäus Rodde, Lübecker Bürgermeister
- 1682: Ruprecht von der Pfalz, Duke of Cumberland, Earl of Holderness, englischer Generalissimus und Admiral
- 1694: Marcello Malpighi, italienischer Arzt und Naturforscher
- 1725: Nicolas Guibal, württembergischer Hofmaler französischer Herkunft
- 1739: Sebastian Johann Georg Graf von Künigl, Landeshauptmann und kaiserlicher Gouverneur von Tirol
- 1744: Bartolomeo Carlo Rastrelli, italienisch-russischer Bildhauer, Kunstgießer und Architekt
- 1749: Ernst II. Leopold, Landgraf von Hessen-Rotenburg
- 1759: Alamgir II., Großmogul von Indien
- 1759: Nikolaus I Bernoulli, Schweizer Mathematiker und Jurist
- 1759: Philipp Ernst, Graf und Fürst von Hohenlohe-Waldenburg-Schillingsfürst
- 1765: Anselmo Lurago, italienischer Baumeister in Prag
- 1776: Giovanna Maria Farussi, italienische Schauspielerin und Mutter von Giacomo Casanova
- 1780: Maria Theresia, Erzherzogin von Österreich und Königin von Ungarn und Böhmen („Kaiserin“)
- 1780: Hieronymus David Gaub, deutscher Mediziner und Chemiker
- 1786ː Christiane Eleonore zu Dohna-Lauck, deutsche Dichterin, Adlige und Äbtissin
- 1793: Antoine Barnave, französischer Politiker
- 1800: Gian Battista Frizzoni, Schweizer Pfarrer und Kirchenlieddichter
- 1801ː Ann Street Barry, englische Sängerin, Tänzerin und Bühnenschauspielerin

### 19. Jahrhundert
- 1813: Giambattista Bodoni, italienischer Schriftentwerfer, Stempelschneider, Buchdrucker, Typograf und Verleger
- 1818: Johann Wilhelm Wolfgang Breithaupt, deutscher evangelischer Theologe und Lieddichter
- 1824ː Maria Maddalena dell’Incarnazione, italienische Ordensgründerin und Selige
- 1825: Georg Friedrich Karl Günther, deutscher Pädagoge
- 1839: Wilhelmine von Sagan, Herzogin von Sagan
- 1842: Domenico Rossetti, Triestiner Rechtsanwalt, Politiker und Mäzen
- 1845: Christian Antze, deutscher Jurist und Politiker
- 1846: Johann Clarisse, niederländischer reformierter Theologe
- 1847: Jacob Gråberg, schwedischer Gelehrter
- 1853: Jens Christian Djurhuus, färöischer Bauer und der erste Dichter, der auf Färöisch schrieb
- 1854: Joaquín de San Martín y Ulloa, Staatschef der Provinz El Salvador in der Zentralamerikanischen Konföderation
- 1856: Frederick William Beechey, britischer Seeoffizier, Afrika- und Polarforscher
- 1865: Isaac van Amburgh, US-amerikanischer Dompteur
- 1869: Giulia Grisi, italienische Opernsängerin
- 1871: John Bigler, US-amerikanischer Politiker, Gouverneur des Bundesstaates Kalifornien, Diplomat
- 1872: Johann Christian Felix Bähr, deutscher Altphilologe
- 1872: Horace Greeley, US-amerikanischer Politiker und Journalist
- 1872: Mary Somerville, schottische Astronomin und Mathematikerin
- 1875: Ahmed Esad Pascha, Großwesir des Osmanischen Reiches
- 1876: Christian Wilhelm Zeraeua, traditioneller Führer der Zeraeua, eines Clans der Herero
- 1884: Franz Joseph Rudigier, österreichischer Bischof
- 1886: Arthur von Seckendorff-Gudent, schweizerisch-österreichischer Forstwissenschaftler
- 1892: Sigmund Aichhorn, österreichischer Geologe
- 1896: Wilhelm Schröder, deutscher Jurist
- 1898: Alexandre Gavard, Schweizer Lehrer und Politiker

### 20. Jahrhundert

#### 1901–1950

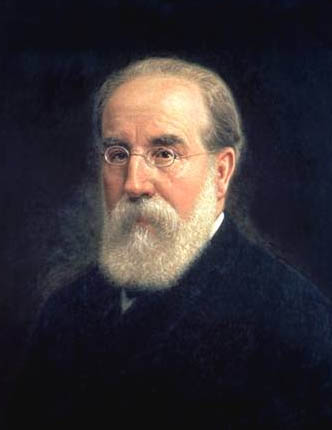
Francisco Pi i Margall († 1901)

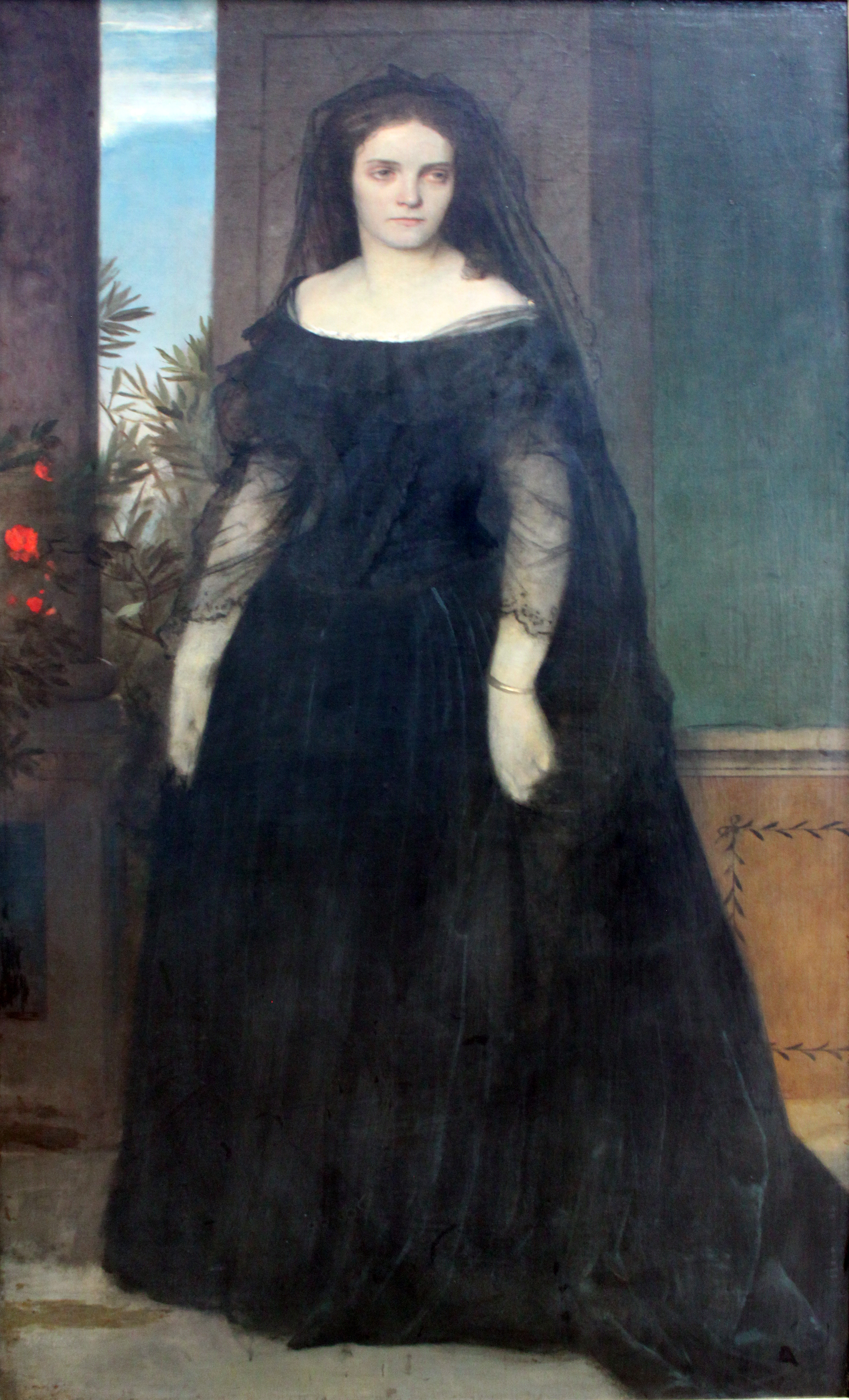
Fanny Janauschek († 1904)

- 1901: Francisco Pi i Margall, spanischer Schriftsteller und Präsident der Ersten Spanischen Republik
- 1904: Fanny Janauschek, böhmische Schauspielerin
- 1910: Adolph Freiherr von La Valette-St. George, deutscher Zoologe, Anatom und Hochschullehrer
- 1919: Szymon Winawer, polnischer Schachspieler
- 1924: Giacomo Puccini, italienischer Komponist
- 1935: Theodor von Hassel, deutscher Offizier und Landwirt
- 1937: Jeghische Tscharenz, armenischer Dichter
- 1938: Durk van Blom, niederländischer Ökonom
- 1944: George Hill, neuseeländischer Langstreckenläufer
- 1945: Franz von Soden, württembergischer General
- 1945: Feliks Władysław Starczewski, polnischer Komponist
- 1946: Arthur Crispien, deutscher Politiker
- 1947: Rudolf Liechtenhan der Ältere, Schweizer Pfarrer und Theologe
- 1948: Maria Koppenhöfer, deutsche Schauspielerin

#### 1951–2000

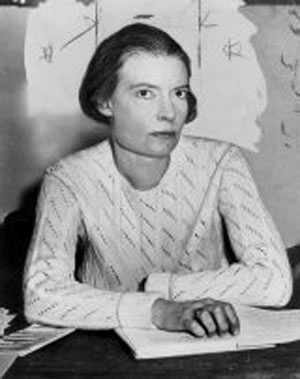
Dorothy Day († 1980)

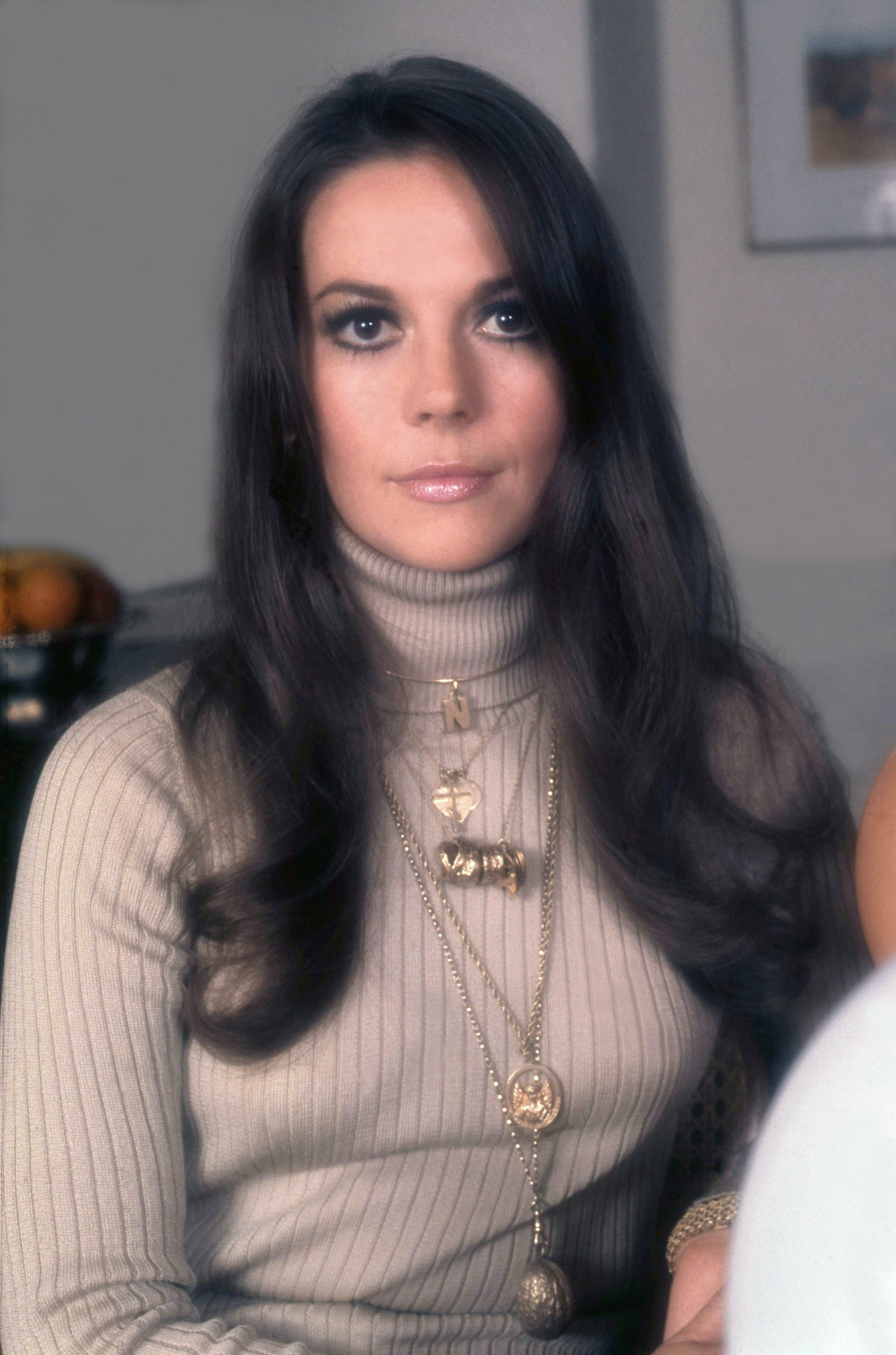
Natalie Wood († 1981)

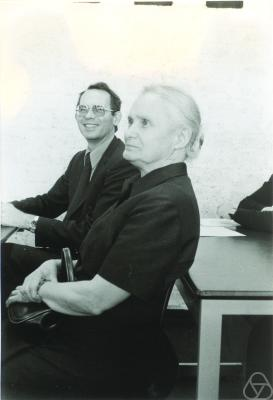
Tatjana van Aardenne-Ehrenfest († 1984)

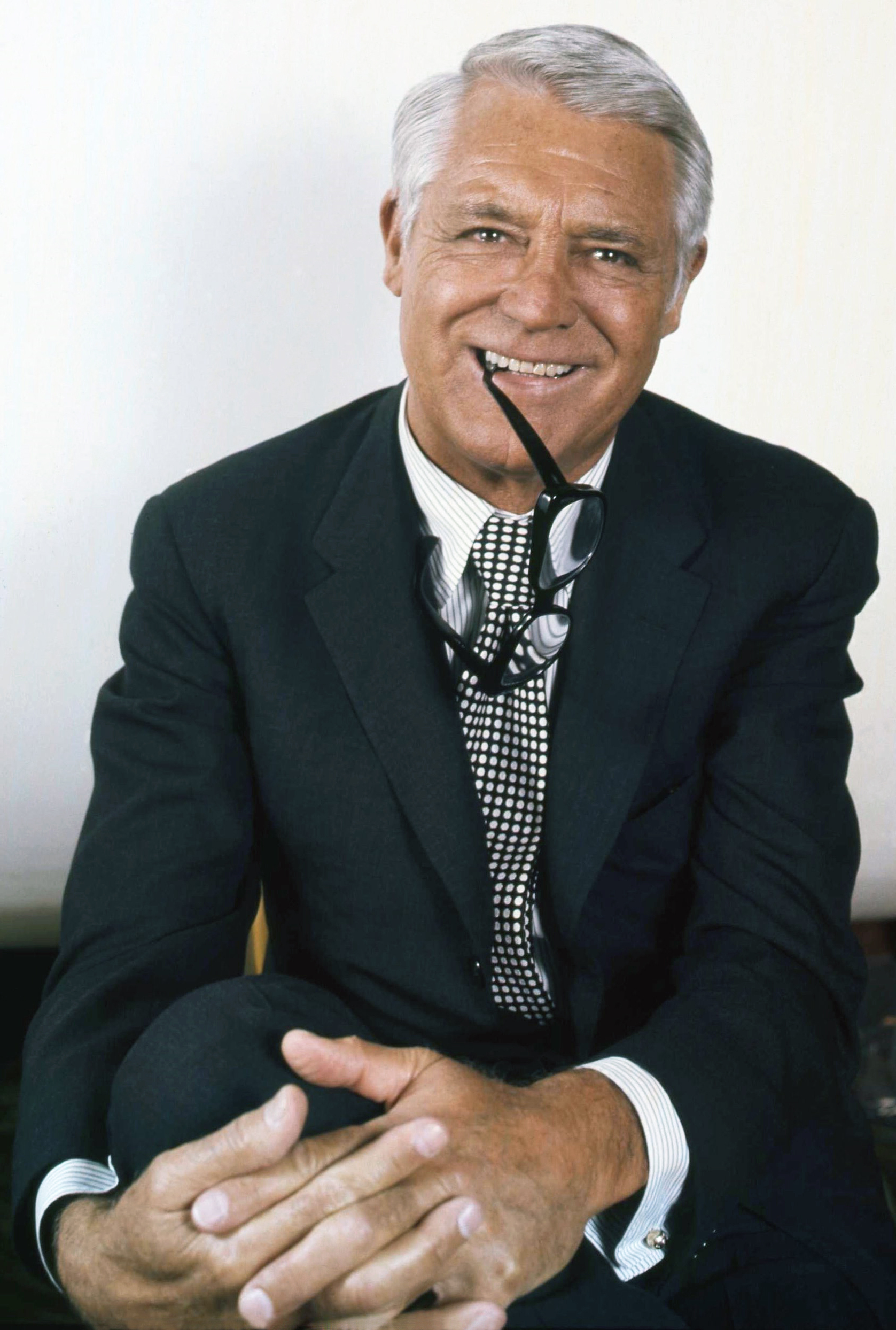
Cary Grant († 1986)

- 1951: Levon Schant, armenischer Dramatiker, Schriftsteller und Dichter
- 1953: Karl Maximilian Arnold, deutscher Zeichner, Karikaturist und Maler
- 1955: Heinrich Sölter, deutscher Politiker
- 1957: Erich Wolfgang Korngold, österreichischer Komponist
- 1959: Fritz Brun, Schweizer Komponist
- 1959: Hans Henny Jahnn, deutscher Schriftsteller
- 1962: Erik Scavenius, dänischer Politiker und Staatsmann
- 1966: Rudolf Helm, deutscher Altphilologe
- 1970: Karl Ottó Runólfsson, isländischer Komponist
- 1971: Fritz Enderlin, Schweizer Lehrer, Dialektologe, Mundart-Schriftsteller und Kirchenlied-Dichter
- 1971: Olivier Guimond, kanadischer Schauspieler
- 1971: Heinz Tiessen, deutscher Komponist
- 1973: Fred Apostoli, US-amerikanischer Mittelgewichts-Boxer
- 1973: Felix Braun, österreichischer Schriftsteller
- 1973: Oswald Menghin, österreichischer Universitätsprofessor, Prähistoriker, Unterrichtsminister
- 1974: Ludwig Preller, deutscher Volks- und Sozialwissenschaftler, Politiker, MdL, MdB, Landesminister
- 1975: Tony Brise, britischer Automobilrennfahrer
- 1975: Graham Hill, britischer Automobilrennfahrer
- 1976: José María Arizmendiarrieta Madariaga, spanischer Priester
- 1976: José da Costa Nunes, portugiesischer Priester und Missionar, Erzbischof von Goa in Indien und Kurienkardinal
- 1979: Walter Matthias Diggelmann, Schweizer Schriftsteller
- 1979: Zeppo Marx, US-amerikanischer Schauspieler und Comedian
- 1979: Ray Smith, US-amerikanischer Rockabilly-Sänger
- 1980: Dorothy Day, US-amerikanische Sozialaktivistin
- 1980: Ray Hanken, US-amerikanischer American-Football-Spieler
- 1981: Natalie Wood, US-amerikanische Schauspielerin
- 1982: Juri Kasakow, russischer Schriftsteller
- 1984: Tatjana van Aardenne-Ehrenfest, niederländische Mathematikerin
- 1986: Cary Grant, britisch-US-amerikanischer Schauspieler
- 1989: Andreas Alariesto, finnischer Maler
- 1989: Ann Burton, niederländische Jazzsängerin
- 1989: Valentina Kameníková, ukrainische Pianistin und Musikpädagogin
- 1991: Ralph Bellamy, US-amerikanischer Schauspieler
- 1991: Erwin Feller, deutscher Politiker, MdB
- 1992: Tomasz Kiesewetter, polnischer Komponist, Dirigent und Musikpädagoge
- 1992: Lawrence Trevor Picachy, indischer Jesuit, Erzbischof von Kalkutta und Kardinal
- 1992: Emilio Pucci, italienischer Modeschöpfer
- 1992: Paul Ryan, britischer Sänger und Songwriter
- 1993: Hans-Hellmuth Qualen, deutscher Politiker, Landesminister
- 1998: Maurice Gatsonides, niederländischer Automobilrennfahrer und Unternehmer
- 1999: Germán Arciniegas, kolumbianischer Politiker, Schriftsteller und Journalist
- 2000: Lou Groza, US-amerikanischer American-Football-Spieler

### 21. Jahrhundert
- 2001: Wiktor Petrowitsch Astafjew, russischer Schriftsteller
- 2001: George Harrison, britischer Musiker
- 2002: Daniel Gélin, französischer Schauspieler
- 2003: Rupprecht Bernbeck, deutscher Orthopäde
- 2003: Tony Canadeo, US-amerikanischer American-Football-Spieler
- 2003: Jesse Carver, englischer Fußballspieler und -trainer
- 2004: John Drew Barrymore, US-amerikanischer Schauspieler
- 2004: Ugo Ferrante, italienischer Fußballspieler
- 2004: Michael Janisch, österreichischer Schauspieler
- 2005: David di Tommaso, französischer Fußballspieler
- 2006: Allen Carr, britischer Schriftsteller
- 2006: Leon Niemczyk, polnischer Schauspieler
- 2006: Hanumant Singh, indischer Cricketspieler
- 2006: Werner Utter, deutscher Pilot
- 2007: Günter Apel, deutscher Gewerkschafter und Politiker, MdHB
- 2007: Roger Smith, US-amerikanischer Manager
- 2008: Uwe Gronostay, deutscher Chordirigent
- 2008: Jørn Utzon, dänischer Architekt
- 2009: Nora David, britische Politikerin
- 2010: Bella Achmadulina, russische Dichterin und Übersetzerin
- 2010: Renata Bogdańska, polnische Bühnenschauspielerin und Sängerin
- 2010: Peter Hofmann, deutscher Tenor und Rockmusiker
- 2010: Mario Monicelli, italienischer Regisseur
- 2010: Maurice V. Wilkes, britischer Informatiker
- 2011: Yves Cornière, französischer Kirchenmusiker und Komponist
- 2012: Friedrich Wilhelm Ahnefeld, deutscher Anaesthesiologe und Hochschullehrer
- 2012: Klaus Schütz, deutscher Politiker, MdB, Regierender Bürgermeister von Berlin
- 2013: Chris Howland, britischer Moderator, Schauspieler und Schlagersänger
- 2017: Jerry Fodor, US-amerikanischer Philosoph und Kognitionswissenschaftler
- 2017: Slobodan Praljak, bosnisch-kroatischer Regisseur und Militärangehöriger, Kriegsverbrecher
- 2017: Verena Stefan, Schweizer Schriftstellerin
- 2019: Beatrice Primus, deutsche Linguistin
- 2019: Nakasone Yasuhiro, japanischer Politiker, Premierminister
- 2020: Papa Bouba Diop, senegalesischer Fußballspieler
- 2021: Arlene Dahl, US-amerikanische Schauspielerin
- 2021: James Gerhardt, US-amerikanischer Leichtathlet
- 2021: C.J. Hunter, US-amerikanischer Kugelstoßer
- 2021: Frits Louer, niederländischer Fußballspieler
- 2022: Anthony Hampden Dickson, jamaikanisch-barbadischer Geistlicher
- 2022: Steve Jensen, US-amerikanischer Eishockeyspieler und -trainer
- 2022ː Aline Kominsky-Crumb, US-amerikanische Comic-Produzentin und Künstlerin
- 2022: Roland Oehme, deutscher Regisseur
- 2023: Henry Kissinger, US-amerikanischer Politiker, Politikwissenschaftler und Friedensnobelpreisträger
- 2023: Michèle Rivasi, französische Politikerin

## Feier- und Gedenktage
- Kirchliche Gedenktage
  - Saturninus von Toulouse, erster Bischof von Toulouse, eventuell Märtyrer (evangelisch, römisch-katholisch)
  - Noach, biblischer Retter der Menschen und Tiere, Weinbauer (evangelisch: LCMS)

- Namenstage
  - Friedrich

- Staatliche Feier- und Gedenktage
  - Albanien: Tag der Befreiung (1944)

- ehemalige Feiertage
  - SFR Jugoslawien: Dan republike (Tag der Republik) (1950–1992)
  - BR Jugoslawien: Dan republike (Tag der Republik) (1993–2002)

Weitere Einträge enthält die Liste von Gedenk- und Aktionstagen.